# L'Attaque des Titans
Pour les articles homonymes, voir Attack on Titan et SNK.
Vous lisez un « bon article » labellisé en 2015.
Autre
L'Attaque des Titans (進撃の巨人, Shingeki no Kyojin, litt. « Le Géant assaillant », souvent abrégé SnK), aussi connu sous le titre anglais Attack on Titan, est un shōnen manga écrit et dessiné par Hajime Isayama. Il est prépublié entre septembre 2009 et avril 2021 dans le magazine Bessatsu Shōnen Magazine puis compilé en trente-quatre volumes reliés par l’éditeur Kōdansha. La version française est publiée en intégralité par Pika Édition dans la collection seinen entre juin 2013 et octobre 2021.
L’histoire tourne autour du personnage d’Eren Jäger dans un monde où l’humanité vit entourée d’immenses murs pour se protéger de créatures gigantesques, les Titans. Le récit raconte le combat mené par l’humanité pour reconquérir son territoire, en éclaircissant les mystères liés à l’apparition des Titans, du monde extérieur et des évènements précédant la construction des murs.
Une adaptation en série télévisée d’animation de vingt-cinq épisodes produite par Wit Studio est diffusée initialement entre avril et septembre 2013 sur la chaîne MBS au Japon. Une deuxième saison de douze épisodes est diffusée entre avril et juin 2017. Une troisième saison de vingt-deux épisodes, divisée en deux parties, est diffusée entre juillet 2018 et juillet 2019 sur NHK General TV. Une quatrième et dernière saison, divisée en trois parties, est produite par MAPPA et diffusée de décembre 2020 à mars 2021 sur NHK General TV pour la première partie, de janvier à avril 2022 pour la deuxième partie, et la troisième partie composée de deux épisodes spéciaux est diffusée entre mars et novembre 2023. La version originale sous-titrée en français est initialement diffusée et distribuée en simultané par Wakanim puis Crunchyroll en streaming et téléchargement légal, puis éditée par @Anime en DVD et Blu-ray. Des original video animation sont commercialisés au format DVD avec des éditions limitées du manga, et un film live en deux parties est diffusé lors de l’été 2015. Des adaptations en jeux vidéo, light novels et séries dérivées ont également vu le jour.
La série est un succès commercial à l’échelle mondiale, avec un tirage total s’élevant à plus de 140 millions d’exemplaires en novembre 2023, ce qui classe l'œuvre parmi les séries de mangas les plus vendues. L’adaptation en anime a notamment permis une large popularisation de l’œuvre à l’international. L’accueil critique est également positif. On loue l’atmosphère, l'intensité et le développement du récit. La série est récompensée par de nombreux prix, bien que l'interprétation politique de la série produise des controverses.

## Trame

### Univers
Cent ans avant le début des évènements du manga, des créatures géantes humanoïdes mangeuses d'hommes nommées Titans (巨人, Kyojin) apparaissent subitement et anéantissent presque l’humanité. Ces créatures, d'entre trois et quinze mètres de haut (avec quelques exceptions), ne dévorent que les humains, et uniquement par instinct de prédation, puisqu'ils ne possèdent pas de système digestif et puisent leur énergie dans la lumière du soleil. Les Titans n'ont pas d'organes génitaux, ont la peau dure, des capacités régénératrices et ne peuvent être tués que par une incision profonde à la base de la nuque.
Pour se protéger, l’humanité vit entourée par trois murs concentriques de cinquante mètres de haut, distants les uns des autres d’une centaine de kilomètres. Le mur extérieur est le Mur Maria (ウォール・マリア, Wōru Maria), l’intermédiaire est le Mur Rose (ウォール・ローゼ, Wōru Rōze) et le central est le Mur Sina (ウォール・シーナ, Wōru Shīna). Afin de pouvoir se défendre plus facilement et efficacement, et pour réduire les coûts de la défense, quatre districts en forme de demi-cercles ont été construits sur chacun des murs à chacun des points cardinaux. Ils permettent aux membres d’une garnison d’attirer les titans à un même endroit afin de les attaquer à l’aide de canons,. Grâce à l’altitude supérieure du mur central, de nombreux cours d’eau irriguent la zone dans son intégralité, ce qui permet à l’humanité de ne manquer ni de ressources minérales, ni de gaz naturel. Ces trois murs sont considérés comme sacrés dans certains cultes, en renvoyant à trois déesses protectrices.
La lutte contre les Titans et la protection de la population est menée par une armée répartie en trois factions : le bataillon d'exploration, la garnison et les brigades spéciales. Le bataillon d’exploration (調査兵団, Chōsa Heidan) effectue des expéditions de reconquête de territoires à l’extérieur des murs. Du fait du faible taux de réussite de ces missions, l'existence du bataillon d'exploration est souvent critiquée par le peuple. La garnison (駐屯兵団, Chūton Heidan) s’occupe de la protection des murs et des habitants des villes. Enfin, les brigades spéciales (憲兵団, Kenpeidan) opèrent sous l’autorité royale dans des conditions de vie prospères et doivent maintenir la paix à l'intérieur des murs. Seules les dix premières recrues de chaque brigade d'entraînement reçoivent le privilège de demander une affectation au sein des brigades spéciales. Afin d’accéder au point faible des Titans, les soldats utilisent des lames et des équipements de manœuvres tridimensionnelles (立体 機動 装置, Rittai kidō sotchi) qui leur permettent de se déplacer rapidement dans trois dimensions. Bien qu’ils permettent une grande mobilité à un utilisateur expérimenté, ils entraînent un grand risque de surcharge des muscles et nécessitent donc une condition physique particulière et un sens de l’équilibre maîtrisé. Les soldats sont soumis à un entraînement très rude.
On apprend plus tard que les Titans sont apparus il y a environ 2 000 ans, lorsqu'une jeune femme nommée Ymir Fritz (ユミル・フリッツ, Yumiru Furittsu) est devenue le premier Titan de l'histoire en obtenant le pouvoir du Titan originel (始祖の巨人, Shiso no Kyojin). À la mort d'Ymir, son pouvoir a été divisé en neuf, donnant naissance à neuf Titans primordiaux, chacun possesseur d'un pouvoir du Titan (巨人の力, Kyojin no chikara) qui peut être transféré aux membres du peuple d'Ymir. Grâce à ce pouvoir, ce peuple a conquis le monde pour devenir le grand empire d'Eldia (エルディア, Erudia),. La famille Fritz — avec le pouvoir du Titan fondateur entre ses mains — a gouverné le monde jusqu'à l'époque du 145e roi d'Eldia, nommé Karl Fritz (カール・フリッツ, Kāru Furittsu) qui, après la Grande Guerre des Titans, a décidé de mettre fin à l'empire d'Eldia, conduisant nombre de ses habitants vers une île appelée Paradis (パラディ島, Paradi-tō). Cependant, tous les Eldiens n'ont pas pu ou voulu rejoindre l'île et sont restés sur le continent. Ils ont alors été soumis par le nouvel empire de Mahr (マーレ, Māre) qui les a placés dans des ghettos en les traitant comme des êtres inférieurs à cause de leurs crimes passés. L'empire les a par la suite exploités en les utilisant comme des armes de destruction massive pendant les guerres en les transformant de force en titans .
De son côté, en atteignant Paradis, le roi Fritz a utilisé le pouvoir du Titan originel — également connu sous le terme d'Axe (座標, Zahyō) — afin de faire construire les trois grands murs concentriques à des titans de 50 mètres. Il a par la suite effacé la mémoire des habitants, leur faisant oublier les guerres passées et l'empire de Mahr. Toutes ces actions ont été menées dans le but supposé de les protéger des maux extérieurs, de les empêcher de quitter les murs en leur faisant croire qu'ils étaient les derniers survivants de l'humanité. Fritz est resté le roi des murs et a changé le nom de sa famille pour Reiss. Ses descendants ont régné dans l'ombre en utilisant le pouvoir du Titan originel pendant plus de cent ans.

### Personnages

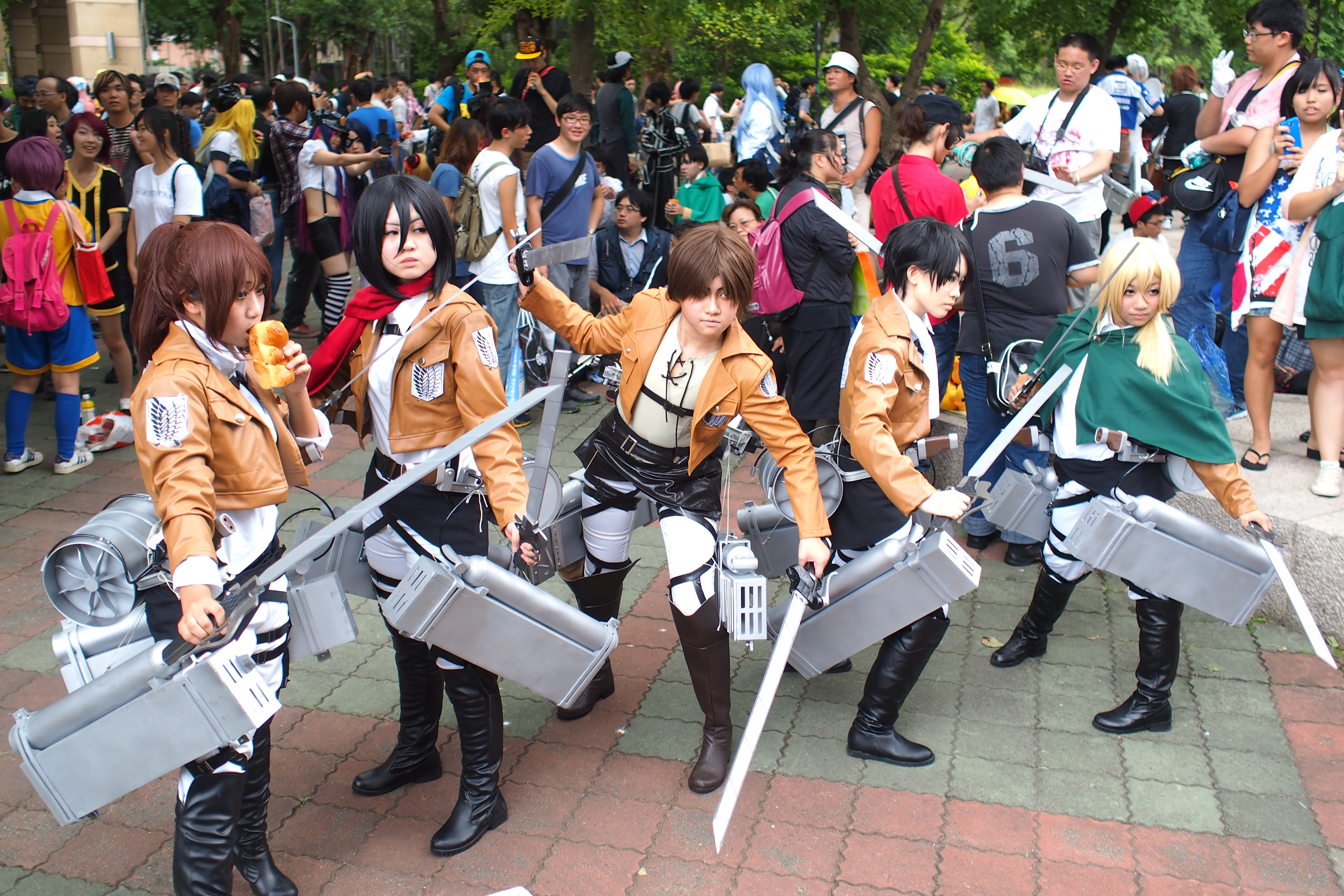
Cosplay de plusieurs personnages du manga.

L’histoire se centre sur les personnages d’Eren Jäger, Mikasa Ackerman et Armin Arlelt (et, dans la seconde partie de l'histoire, de Reiner Braun). D'autres jouent aussi un rôle important, comme les membres de la 104e brigade d’entraînement, du bataillon d’exploration ou encore de la garnison, tout comme certains géants comme le Titan colossal, le Titan bestial, le Titan féminin ou le Titan cuirassé.
Eren Jäger (エレン・イェーガー, Eren Yēgā)Eren est le héros. Il est impulsif, idéaliste, déterminé et violent. Enfant, sa mère se fait dévorer sous ses yeux par un Titan ; depuis, il rêve de les anéantir. À première vue, il ne possède pas de talent particulier à part le fait d'être doué au combat au corps à corps, et d'avoir une volonté d’acier.
Mikasa Ackerman (ミカサ・アッカーマン, Mikasa Akkāman)Mikasa est la dernière survivante d’un clan oriental. Enfant, elle a été sauvée puis adoptée par Eren et sa famille. Elle s’est depuis jurée de le protéger quelle que soit la situation. Classée première de sa promotion puis membre du bataillon d'exploration, elle est considérée comme un génie et garde toujours son sang-froid, sauf lorsqu'Eren est en danger.
Armin Arlelt (アルミン・アルレルト, Arumin Arureruto)Armin est le meilleur ami d’Eren. Bien qu’il soit assez faible physiquement, il possède une intelligence exceptionnelle qui fait de lui un stratège hors du commun. Également membre du bataillon d'exploration, il est capable d'élaborer des tactiques ingénieuses même dans des situations critiques, ce qui sauvera des soldats à de multiples reprises.
Livaï (リヴァイ, Rivai, également écrit Rivaille et Levi)Souvent désigné comme le Caporal-Chef Livaï (リヴァイ兵長, Rivai Heichō), il est le chef de l'Escouade tactique au sein du Bataillon d'exploration. Dans l'épisode Le caporal Livaï, il est dit que c'est le meilleur soldat que l'humanité ait jamais connu.

### Histoire

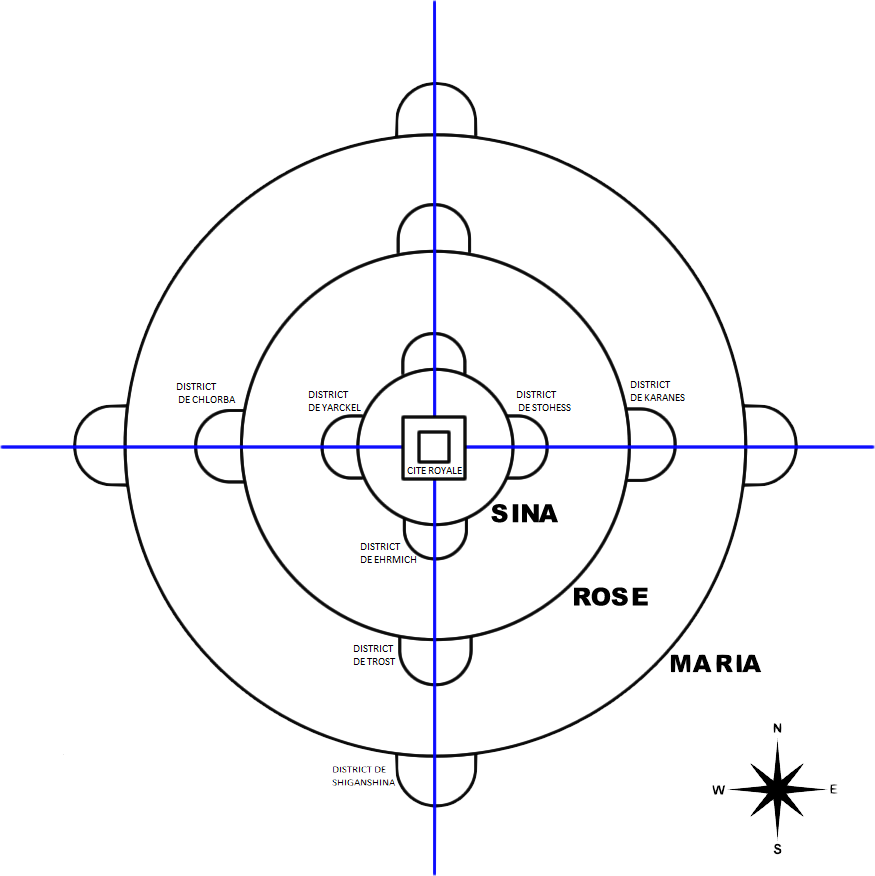
Schéma de l’organisation du territoire humain.

Eren Jäger, un petit garçon de dix ans, mène une existence paisible avec ses parents et sa sœur adoptive Mikasa dans le district de Shiganshina, au sud du mur Maria. Mais, alors que les humains n'ont pas aperçu de Titans aux abords du district depuis un siècle, la ville est attaquée par un Titan de 60 mètres, le Titan Colossal, qui ouvre une brèche dans le mur contre la ville. Des Titans se déversent alors dans les rues, dévorant tous les humains qu'ils croisent. Eren et Mikasa sont témoins de la mort de la mère d'Eren, qui, piégée sous un rocher s'étant écrasé sur sa maison, se fait dévorer sous leurs yeux. Un autre Titan, le Titan Cuirassé fait à son tour son apparition, et, aidé de son blindage, perce le mur Maria, permettant aux Titans d'envahir tout l'espace compris entre les murs Rose et Maria. Eren et Mikasa réussissent tout de même à s'enfuir de la ville avant qu'il ne soit trop tard, avec leur ami Armin Arlet. Le père d'Eren, le docteur Grisha, est absent de la ville ce jour-là et est porté disparu. Il apparaît cependant à Eren dans la nuit et lui confie la clé du sous-sol de leur maison, dont il lui dit qu'elle lui révélera la vérité sur les Titans et sur les murs. À la suite de cette journée funeste, Eren décide de se venger et jure de tuer tous les Titans jusqu'au dernier en intégrant le bataillon d'exploration, l'un des trois corps de l'armée et spécialisé dans le combat contre les Titans.
Deux années plus tard, Eren, Mikasa et Armin intègrent tous les trois la 104e brigade d'entraînement de l'armée, avec une vingtaine d'autres jeunes personnes. Au cours de leur trois années de formation, ils se lient d'amitié avec leurs camarades de promotion, notamment Reiner, Berthold, Sasha, Connie, Jean, Chrysta et Ymir. Ils apprennent à utiliser la manœuvre tri-dimensionnelle, un équipement qui constitue le meilleur moyen de combattre les Titans. Alors qu'ils se trouvent à Trost, le district le plus au sud du mur Rose, pour finaliser leur formation et choisir leur corps d'armée, le Titan colossal refait son apparition et ouvre une brèche dans le mur. Le cauchemar recommence : de nombreux Titans envahissent la ville. Dans l'attente du bataillon d'exploration, les jeunes recrues et les forces armées de la cité sont envoyées au combat pour protéger les civils lors de leur évacuation. Malheureusement, les soldats sont dépassés et le combat tourne au carnage. Alors qu'Armin était sur le point de se faire dévorer par un Titan, Eren se sacrifie pour sauver son ami et se fait avaler à sa place. Armin arrive à s'échapper, rejoint ses camardes et prévient Mikasa de la mort d'Eren. Cette dernière, folle de rage, perd le contrôle et tue tous les Titans qu'elle rencontre, avant de s'effondrer au sol, isolée des autres. Sur le point de se faire dévorer, elle est sauvée in extremis par un autre Titan, qui tue un grand nombre de titans. Ce Titan se révèle plus tard être Eren. En effet, ce dernier n'a pas été tué par le Titan qui l'avait avalé, et s'est transformé en Titan. Lors d'une deuxième opération militaire, après l'évacuation des civils, il parvient à boucher la brèche dans le mur en y portant un rocher, et ainsi à sauver la ville. Malgré le sauvetage de Trost, il est considéré par certains comme un danger pour l'humanité et est traduit devant la justice. Plutôt que d'être mis à mort, il est finalement confié à l'unité du bataillon d'exploration dirigée par le major Erwin Smith et le caporal-chef Livaï, qui voit en lui un atout dans la lutte contre les Titans, mais aussi un moyen d'en apprendre davantage sur ces ennemis dont on ignore quasiment tout.
Après qu'Eren a rejoint le bataillon d'exploration, une expédition est lancée pour se rendre à Shiganshina dans le but d'accéder à la cave du père d'Eren et obtenir des réponses sur les mystères entourant les Titans. Mais alors que la brigade traverse les plaines en direction de la ville, elle est attaquée par un nouveau Titan, le Titan féminin. Cette dernière poursuit le bataillon jusqu'à une forêt d’arbres géants, où les soldats réussissent à la capturer brièvement avant que celle-ci n'appelle à l'aide d'autres Titans qui la dévorent. Alors que les soldats s'apprêtent à battre en retraite, elle réapparaît et anéantit en un clin d'œil les meilleurs soldats de Livaï qui étaient chargés de la protection d'Eren. Fou de rage, ce dernier se transforme en Titan et se bat à mains nues, mais est finalement vaincu puis enlevé par le mystérieux Titan, qui le garde dans sa bouche, avant d'être délivré in extremis par Livaï et Mikasa, qui laissent le Titan Féminin vivant mais affaibli dans la forêt. De retour dans l'enceinte du mur Rose, Armin comprend que le Titan féminin n'est autre qu'une de leurs compagnes de la 104e brigade d'entraînement, Annie Leonheart. Cette dernière avait rejoint les Brigades Spéciales, corps de l'armée affilié directement au roi et chargé du maintien de l'ordre intra-muros. Armin avertit alors la direction du bataillon d'exploration et fomente un plan pour la capturer à Stohess. Après un combat éprouvant dans la ville, Annie s'enferme dans un bloc de cristal plutôt que de se rendre. Inconsciente dans son cristal, elle est gardée dans les sous-sols de la ville et placée sous surveillance étroite. Après cet épisode perturbant, Eren, Mikasa, Armin et d'autres membres du bataillon reforment l'escouade Livaï.
L’affrontement entre les deux Titans endommage légèrement le mur Rose, suffisamment pour que le visage d’un Titan y soit aperçu. Le bataillon découvre ainsi que les trois Murs protégeant l’humanité sont remplis de Titans, et que plusieurs humains, dont des membres du clergé, sont au courant. Lorsqu’il est rapporté que des Titans auraient été aperçus dans l’enceinte du Mur Rose, plusieurs équipes de soldats, comprenant Christa, Ymir, Berthold et Reiner, sont alors envoyées pour localiser la brèche qui leur aurait permis de traverser et prévenir la population d'une éventuelle attaque. Étrangement, aucune fissure n’est découverte et les équipes se rejoignent au niveau de la forteresse Utgard, où ils décident de passer la nuit en sécurité, les Titans n’étant pas censés être actifs la nuit. Pourtant, la forteresse se fait attaquer par un groupe de Titans dirigé par un nouveau Titan intelligent, le Titan bestial. Plus proche d'une bête que d'un humain, ce gigantesque Titan capable de parler mène l'attaque depuis le mur Rose, d'où il lance des gravats aux effets similaires à ceux de boulets de canon. Après plusieurs pertes, les soldats survivants sont finalement sauvés grâce à Ymir qui, à la surprise générale, se transforme elle aussi en Titan intelligent, le Titan Mâchoire, permettant aux membres de son équipe de survivre jusqu’à l’arrivée de renforts comprenant Eren, Mikasa et Armin. Alors qu'Ymir est au bord de la mort, son amie Christa Lenz révèle sa véritable identité : elle s’appelle Historia Reiss. Profitant du repos après la bataille, Reiner révèle à Eren qu'il est le Titan cuirassé et que Berthold est le Titan Colossal. Ils demandent à leur camarde de les accompagner pour rentrer chez eux. Devant son refus, ils se métamorphosent, et, après un affrontement, parviennent à capturer Eren et Ymir. Une escouade de sauvetage est immédiatement mise en place par le major Erwin pour tenter de les récupérer, alors que Reiner et Bertholt fuient vers les murs extérieurs. Après avoir finalement rattrapé les traîtres mais entourés par des Titans, l’escouade est sauvée par Eren qui se découvre un nouveau pouvoir, « l’Axe ». Sans comprendre comment celui-ci fonctionne, il permet à Eren de contrôler et de donner des ordres aux Titans ordinaires. Il utilise alors ce pouvoir pour détourner les Titans des humains et les faire se concentrer sur Reiner et Bertolt, qui réussissent tout de même à fuir hors des murs avec Ymir, qui décide, après plusieurs hésitations, de se joindre à eux. Après avoir gagné le Mur Maria, ils retrouvent le détenteur du Bestial. L’escouade retourne quant à elle à l’intérieur du mur Rose, sa mission accomplie au prix de lourdes pertes.
Le mystère des Titans au sein du mur Rose sans brèche n’est cependant toujours pas élucidé, et les soldats commencent à penser que les Titans seraient peut-être à l’origine des êtres humains. Pour appuyer cette théorie, Connie avoue en effet avoir cru reconnaître sa mère dans un Titan lors de la visite de son village, au cours de l’alerte de la population d’une attaque potentielle imminente au sein du mur Rose. Il avait trouvé son village détruit et vide, à l’exception d’un Titan avec les traits de sa mère qui gisait sur le dos dans une maison, atrophié. L’enquête ne peut pas être poussée plus loin pour le moment, car le bataillon doit faire face à une nouvelle menace émanant des Brigades Spéciales, le corps d’armée spécialisé dans la protection du roi et le maintien de l’ordre intra-muros. En effet, ces dernières menacent de renverser le gouvernement actuel sous prétexte qu’il n’agirait qu’en fonction des intérêts de la noblesse en dépit de ceux de la population, et souhaite la disparition d’Eren, jugé trop dangereux. Avec l’aide de Dimo Reeves, un riche homme d’affaires de Trost, le bataillon d’exploration crée un subterfuge pour piéger une division des Brigades Spéciales. Malheureusement, le plan est un échec : Dimo Reeves est assassiné, Eren et Historia sont enlevés et les membres du bataillon sont recherchés, accusés de trahison et de complots. Le groupe finit par découvrir alors que le roi n’est en réalité qu’un imposteur, et que le roi légitime n’est autre que Rhodes Reiss, le père d’Historia, qui a probablement fait enlever sa fille et Eren. Grace à un coup d’État imaginé par le major Erwin, et mené avec l’aide d’une partie de l’armée, les usurpateurs sont renversés et le bataillon d’exploration est blanchit.
Le bataillon finit également par faire de nombreuses découvertes sur les Titans. Le pouvoir de métamorphose en un Titan intelligent se transmet en avalant un liquide cérébrospinal du propriétaire du Titan (en le dévorant). Lors de la transmission, les pouvoirs et les souvenirs du derniers porteur sont transmis au nouveau. Il est par ailleurs possible de créer artificiellement le liquide, ce qui conduit lors de l’injection à la création d’un Titan ordinaire, incapable de se contrôler et de se retransformer en humain. Le nombre de Titans intelligents étant très limité, l’hypothèse est faite qu’Eren aurait obtenu son Titan, le Titan Originel, de son père, la nuit qui suivi la première attaque des Titans à Shiganshina. Lui-même aurait réussi à voler ce Titan à la famille Reiss en dévorant sa porteuse, la fille de Rhodes, après que le mur ait été percé. Le Titan Originel est le Titan le plus puissant de tous, capable de contrôler ses semblables et de formater la mémoire des humains au sein des murs. Cependant, les pouvoirs de ce Titan ne sont pleinement accessibles qu’à des personnes de sang royal, tout comme les souvenirs du premier roi qui a érigea les murs. Il est aussi supposé que ce roi a modifié la mémoire des habitants des murs pour qu’ils se croient les derniers représentants de l’espèce humaine. Eren ne peut donc utiliser le pouvoir de l’Axe que lorsqu’il est en contact avec une personne de sang royal (comme Historia ou Rhodes), ce qui explique qu’il n'arrive pas à le réutiliser. Toutes ces hypothèses sont confirmées lorsque Rhodes les explique à sa fille : il souhaite qu’Historia se transforme en Titan et dévore Eren, afin que le Titan Originel retourne à la famille royale.
Le bataillon décide de lancer une attaque éclair sur la base secrète de Rhodes, qui a été localisée sous une chapelle, alors qu’Historia refuse d’obéir à son père et préfère libérer son ami. Rhodes se transforme lui-même en Titan haut de 120 mètres en ingérant du sérum de transformation. Le bataillon réussit finalement à le tuer avant qu’il n’atteigne une ville et Historia est sacrée reine quelque temps après. Lors de cet événement, Eren a acquis le pouvoir de se rigidifier en ingérant un liquide cérébro-spinal spécial que Rhodes conservait précieusement. Cette nouvelle capacité permet d’envisager la fermeture de la brèche dans le mur Maria et sa reconquête.
Pour mener à bien cette mission, il est prévu d’atteindre dans un premier temps la ville de Shiganshina et dans un deuxième temps de boucher grâce à Eren les brèches aux deux extrémités de la cité, pour fermer le Mur Maria dans un premier temps, puis pour sécuriser la ville ensuite. Cette entreprise s’avère très risquée, les soldats du bataillon se doutant bien que Reiner, Bertholt et le mystérieux Titan Bestial feront tout pour les empêcher de réussir et tenteront de capturer Eren par tous les moyens. Le bataillon, auquel se sont ajoutés quelques volontaires des Brigades Spéciales (maintenant dissoutes), atteint sans encombre la ville de Shiganshina. Alors que les soldats sécurisent la cité abandonnée qui a l’air pourtant parfaitement calme, Reiner est découvert caché dans un mur. Immédiatement après, le Titan Bestial est signalé à l’intérieur du mur Maria avec un nouveau Titan intelligent, le Titan Charrette. Alors que le Bestial massacre les chevaux du bataillon laissés à l’intérieur du mur en les bombardant de rochers, le bataillon est divisé en deux. Du côté intérieur de la ville, les escouades du major Hansi doivent neutraliser rapidement Reiner. Du côté extérieur, les autres membres du bataillon, accompagnés par Erwin et Livaï, tentent de sauver les chevaux, unique moyen de repli vers le mur Rose, et éventuellement de neutraliser le Titan Bestial, qui les encerclent avec l’aide d’autres Titans normaux.
À l’intérieur des murs, les soldats réussissent à affaiblir grandement Reiner grâce à une nouvelle arme, la lance foudroyante, arme à utilisation unique qui propulse une lance explosive. Mais leurs efforts sont presque réduits à néant lorsque le Titan Bestial lance depuis l’extérieur de la ville un tonneau contenant Bertholt, qui se transforme en vol au-dessus de la cité. Sa transformation tue instantanément toute l’escouade Hansi, excepté cette dernière. Reiner étant toujours mal en point, Armin met au point un plan pour venir à bout de Bertholt avec l’aide d’Eren et de Mikasa. L’attaque est un succès, mais Bertholt n’est mis hors état de nuire que grâce au sacrifice d’Armin. À l’extérieur du mur, Erwin et Livaï sont en difficulté également. Le seul plan plausible pour Erwin est un assaut frontal suicide avec tous les soldats restants, lui compris, pour faire diversion pendant que Livaï attaquera par surprise le Titan Bestial. Livaï réussit effectivement à atteindre le Titan Bestial et à le mettre hors de combat, mais celui-ci est secouru au dernier moment par un autre titan intelligent et doué de parole, le Titan Charrette, qui le saisit et s’enfuit vers la ville et l’extérieur des murs. Il parvient au passage à également récupérer Reiner, mais doit abandonner Bertholt.
Les survivants décident alors de transformer un des soldats mourants en Titan pour que celui-ci dévore Bertholt, à l’aide d’une seringue dérobé à Rhodes Reiss. Cela permettra ainsi de sauver le soldat en question et de récupérer le Titan Colossal. Armin et Erwin étant contre toute attente tous les deux encore en vie, les soldats se disputent pour savoir lequel des deux doit être sauvé et hériter du Titan. Au dernier moment, Livaï choisit finalement de laisser Erwin mourir en paix et transforme Armin en Titan, qui dévore par la suite Bertholt. Les brèches dans les murs sont fermées, puis les survivants se rendent à l’ancienne maison d’Eren pour enfin découvrir les secrets enfermés dans la cave par Grisha Jäger des années auparavant.

Carte du monde montrant l'île Paradis et l'empire Mahr. Celle-ci représente la Terre inversée à l’aide d’une symétrie selon son axe est-ouest, l'île Paradis étant alors Madagascar.

Ils découvrent qu'ils appartiennent en réalité à un peuple nommé les Eldiens, qui conquit jadis le monde à l’aide du pouvoir des Titans, hérité de leur ancêtre Ymir, première détentrice du Titan Originel. Après avoir été vaincu par le peuple de Mahr, une partie d’entre eux furent emmenés sur une île isolé (appelée Paradis) par le roi Fritz, qui bâtit les Murs et effaça leur mémoire. La capacité des Eldiens à se transformer en Titans par injection de liquide cérébrospinal et les crimes commis par l’Empire Eldien pendant plusieurs siècles valent aux descendants des Eldiens qui n’ont pas été emmenés par le roi Fritz d’être opprimés dans le reste du monde, y compris à Mahr. Le père d’Eren, Grisha, était un Eldien à la tête d’un groupe de résistants. Dénoncé par son fils Sieg, lui, sa femme de sang royal Dinah et leurs amis furent amenés sur l’île et changés en Titans. Après que ses camarades eurent tous été transformés, Grisha ne dut la vie sauve qu’à l’intervention d’Eren Krueger, le porteur de l’un des Neuf Titans primordiaux nommé le Titan Assaillant. Ce dernier ne pouvant vivre que pendant 13 ans à partir du moment où il a hérité de ce Titan, à décider de le confier à Grisha, en plus de la mission de trouver la famille royale, leur dérober le Titan Originel et libérer son peuple. Après l'avoir volé, Grisha transmettra donc à son fils à la fois l'Assaillant et l'Originel. Après avoir découvert la vérité, le bataillon d'exploration passe une année à tuer tous les Titans restants sur l'île et atteint enfin le rivage de l’île, d’où ils peuvent contempler la mer. Eren se demande alors s'ils seront vraiment libres s'ils tuent tous leurs ennemis.
Trois années plus tard, l'Empire Mahr ayant perdu le Titan Colossal et le Titan Féminin à la suite de l'opération de récupération de l'Originel sur Paradis, remporte finalement sa guerre contre l'Alliance du Moyen-Orient après quatre ans de conflit. Au cours de la bataille finale, Gaby Braun, une aspirante guerrier, se fait remarquer pour ses exploits, mais manque de peu de mourir avec son ami Falco Gleis. Ils ne sont sauvés et la bataille n'est remportée que grâce à l'intervention des autres Titans Primordiaux de Mahr, la porteuse du Titan Charette Peak, le nouveau détenteur du Titan Mâchoire Porco, le Titan cuirassé Reiner et Sieg Jäger, porteur du Titan Bestial et premier fils de Grisha Jäger (et donc demi-frère d'Eren).
Malgré leur victoire, Mahr sait que la technologie humaine surpasse désormais la puissance des Titans. Pour éviter le déclassement de l'Empire, Sieg propose un nouveau plan de récupération de l'Originel, afin de gagner du temps, et souhaite utiliser Willy Tyber, le véritable dirigeant de Mahr et membre de la famille détentrice du Titan Marteau d'arme, pour unir les nations du monde entier autour de la menace de Paradis. Lors de son discours à Revelio, capitale de l'Empire, Eren, qui a réussi avec les autres membres du bataillon d'exploration à quitter Paradis et s'infiltrer à Mahr, lance une attaque sur la ville. Il y tue plusieurs dizaines de personnes, dont Willy Tyber, acquiert la propriété du Titan marteau d'armes après avoir mangé son ancienne propriétaire, la sœur de Tyber, et manque de peu de dévorer Porco. Le Titan Colossal d'Armin est utilisé pour détruire toute la flotte navale de l'Empire, tandis que les membres du Bataillon, commandé par le major Hansi, mènent un raid meurtrier sur la ville. Ils s'échappent ensuite et retournent sur Paradis après leur victoire, bien qu'ils subissent eux-mêmes de nombreuses pertes. En effet, Gaby et Falco parviennent à monter à bord du navire et tuent Sasha, avant d'être capturés. Ils découvrent avec stupeur que Sieg est complice d'Eren et du bataillon. Avec sa fervente adepte Jelena, ils travaillent à reformer un nouvel empire Eldien.
Du fait de son initiative, qui compromet la paix entre Paradis et le reste du monde, Eren est emprisonné pour trahison envers le bataillon, mais il s'échappe avec une faction d'adeptes extrémistes appelée les Pro-Jäger. Il trahit alors ses amis et perd la confiance d'Armin et Mikasa. Le bataillon découvre que le plan des deux frères est de se réunir afin de réaliser le plan "d'éradication douce" de Sieg, en utilisant les pouvoirs de l'Originel pour ôter aux Eldiens leurs facultés de procréation. Alors que Livai était chargé de surveiller Sieg et éviter que lui et Eren n'entre en contact (de par le sang royal du premier), il est grièvement blessé lorsqu'il est pris dans une explosion de lances foudroyantes, permettant à Sieg de s'échapper. Jelena et ses partisans prennent eux le contrôle du gouvernement de Paradis, en faisant chanter des responsables militaires importants après leur avoir fait ingérer du liquide cérébrospinal pour les transformer en Titans le moment venu. Lorsque la flotte aérienne de Mahr arrive à Paradis, la guerre reprend. Eren est dans un premier dépassé, au point que ses amis sont contraints de l'aider, mais l'arrivée de Sieg et la transformation des responsables de l'armée en Titans change la donne et sème le chaos. Falco ayant involontairement ingéré du liquide, il est changé en Titan et dévore Porco, héritant par la même du Mâchoire. Pendant la bataille, Eren est apparemment tué lorsque Gaby lui tire dessus et le décapite. Il survit de justesse et rencontre Sieg dans le Chemin, une série de passerelles interconnectées reliant tous les sujets d'Ymir. Il révèle alors à Sieg avoir le pouvoir de voir le futur et manipuler le passé en utilisant son Titan Assaillant, et de convaincre Grisha dans le passé de tuer la famille Reiss. Il rencontre également la conscience d'Ymir Fritz, le Titan originel, dont le passé torturé a conduit à son emprisonnement dans les Voies pendant des milliers d'années.
Eren révèle enfin n'avoir jamais eu l'intention de stériliser son peuple, mais de déclencher le Grand Terrassement, la libération des milliers de Titans Colossaux gardés dans les murs, évènement que le roi Fritz avait jadis menacé de déclencher en cas d'invasion de Mahr, et dont la simple menace a protégé Paradis pendant un siècle. Eren libère les Titans des murs de Paradis et les mène dans une marche génocidaire pour tuer l'intégralité de la population mondiale à l'extérieur des murs. Les membres du bataillon s'allient alors avec les Titans des guerriers de Mahr, et affrontent et vainquent finalement Eren, arrêtant le Grand Terrassement après que 80% de l'humanité a été anéanti. Eren finit par révéler à Armin que son génocide offrira à Paradis, ses amis et le peuple Eldien plusieurs décennies de paix, et que leur victoire sur celui qui sera désormais considéré comme l'ennemi de l'humanité leur permettra de vivre en héros. Mikasa tue Eren, mettant définitivement fin au pouvoir des Titans. Elle emporte ensuite sa tête et l'enterre près d'un arbre, dans un lieu inconnu du reste de la population.
Trois ans plus tard, Livaï vit retiré à Revelio avec Gaby et Falco, tandis que les pro-Jeager arrivent au pouvoir et remilitarise Paradis, par peur des représailles au Grand Terrassement, et que le monde se prépare à une guerre entre les habitants de l'île et les autres pays. Mais Armin et ses amis sont déterminés à éviter que l'Histoire et le cycle de haine et de guerre ne se répète. Ils deviennent les ambassadeur de la paix avec Paradis et espèrent que les négociations de paix seront couronnées de succès. Mikasa se rendra régulièrement sur la tombe d'Eren, au pied de l'arbre sous lequel il reposait enfant, avant d'être elle-même enterré à ses côtés après sa mort. Plusieurs siècles semblent ensuite s'écouler avant qu'un Paradis futuriste ne soit détruite par des bombardements. Après que la nature ait reconquise l'île, un jeune garçon et son chien tombent par hasard sur l'arbre d'Eren, qui a grandi et ressemble désormais à l'arbre originel contenant le pouvoir des Titans. Le jeune garçon s'avance alors vers le creux de l'arbre perpétuant un cycle.

## Conception

### Genèse et développement

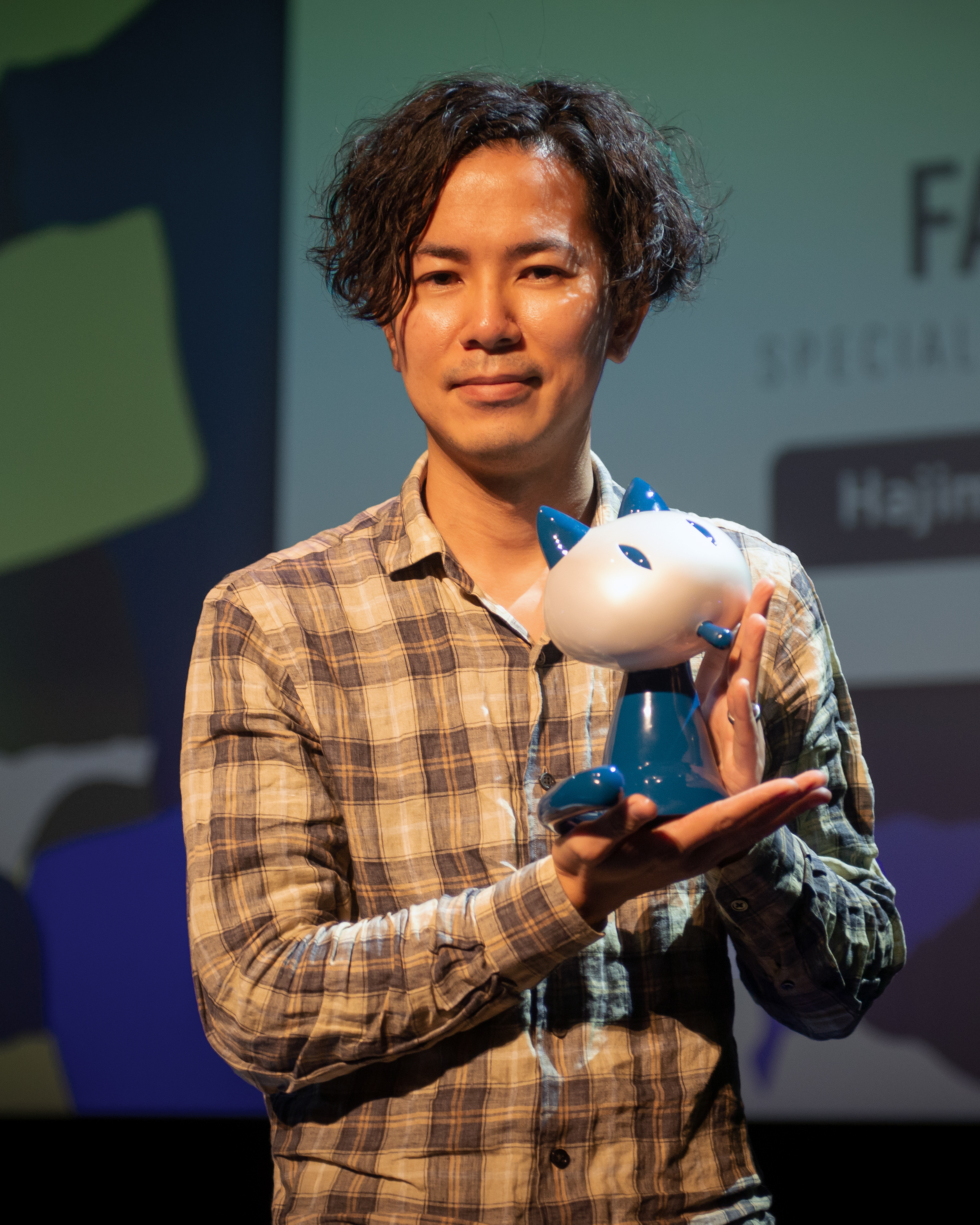
Hajime Isayama au Festival d'Angoulême 2023.

Alors qu’il a dix-neuf ans, Hajime Isayama dessine un one shot intitulé Jinrui vs Kyojin (人類VS巨人, littéralement Humanité contre Titans) comprenant déjà quelques éléments de la future série. Dès cette époque, l’auteur possède une idée globale de l’histoire, avec comme ligne directrice « une humanité acculée ». Au départ, il remet ses travaux à l’éditeur Shūeisha afin d’être publié dans le magazine Weekly Shōnen Jump. Cependant, comme le style est légèrement éloigné de la ligne du magazine, l’éditeur lui demande de modifier quelques détails, ce qu’il refuse,,. Il décide alors de proposer ses travaux à Kōdansha qui accepte de le publier. Le one shot est alors publié dans le magazine Weekly Shōnen Magazine et l’auteur reçoit en juillet 2006 le prix « meilleur travail » au Grand Prix du Manga. Il travaille ensuite sur deux publications, Heart Break One et Orz, et devient assistant de Yuki Sato. En 2009, l’éditeur Kōdansha lui propose d’écrire une série pour le nouveau magazine mensuel, Bessatsu Shōnen Magazine, lancé cette même année. Durant six mois, il travaille alors sur l’univers et l’histoire de son œuvre. Il soumet ensuite deux storyboards, ceux correspondant par la suite aux troisième et quatrième chapitres de l’œuvre, qui sont acceptés pour une publication dans le magazine. Toutefois, dans le doute et la panique, l'auteur se demande si ces chapitres sont le meilleur moyen d'introduire la série. Il décide alors de s'attarder sur le drame originel de son héros et propose deux premiers chapitres très différents de ceux qui avaient été précédemment validés par le comité d'édition du magazine. Soutenu par son éditeur Shintaro Kawabuko, l'ordre de parution est finalement modifié selon le souhait de l'auteur, et la parution débute le 9 septembre 2009.
Généralement, Isayama met environ une semaine pour les croquis et deux semaines pour le dessin définitif de la quarantaine de pages composant un chapitre. La quatrième semaine du mois est principalement dédiée à la préparation du chapitre suivant. L’auteur possède une idée globale de la trame à suivre pour son manga, notamment concernant la trame principale d'Eren, Armin et Mikasa. Cela lui permet d'utiliser à de nombreuses reprises le foreshadowing tout au long de son œuvre, dissiminant des indices pour créer un jeu d'interprétations au lecteur. Toutefois, les idées de scénario ne sont pas totalement définies jusqu’à ce que le dessin soit réalisé. Ainsi, certains éléments introduits se retrouvent plus ou moins développés, selon les créations ou ajustements de dernière minute, les nouvelles réflexions de l'auteur ou encore, potentiellement, l'accueil réservé par les lecteurs. Certains aspects scénaristiques ne sont ainsi pas complètement exploités ou résolus pendant le développement de l'œuvre.
En septembre 2013, l'auteur déclare vouloir finir sa série en une vingtaine de tomes. En septembre 2014, Isayama affirme qu’il souhaitait initialement terminer la série au bout d’environ seize volumes mais qu’il a préféré la rallonger pour mieux décrire l’histoire et les nombreux personnages. Il poursuit alors en disant qu’il aimerait conclure sa série dans environ trois ans, propos également tenus par son responsable éditorial Shintarō Kawakubo. L’intention initiale de l’auteur est de réaliser une fin traumatisante proche de celle du roman Brume (The Mist) de Stephen King. Il envisage cependant la possibilité de la modifier du fait de l’attachement que les fans de la série télévisée ont pour les différents personnages,. Il déclare notamment en août 2017 que son récit a pris une direction plus apaisée, dans le style des Gardiens de la Galaxie. L'auteur évoque aussi que la maturité apportée par son mariage durant la parution de la série a eu une influence sur le développement de l'histoire, notamment celle de Reiner. Enfin, il évoque l'influence indirecte de la dernière saison de la série télévisée Game of Thrones et de la vague de critiques qu'elle a reçue par le public. Étant très attentif aux retours des lecteurs et ne souhaitant pas décevoir de la même façon son public, il exprime alors le poids qui pèse sur lui, accentuant ses doutes et appréhensions sur la manière de terminer son œuvre.
En novembre 2018, il est révélé que le manga entre dans son dernier arc. En décembre 2019, l'auteur annonce qu'il souhaite finir le manga en 2020. Toutefois, en novembre 2020, il annonce qu'il reste 1 à 2% pour terminer le manga. En janvier 2021, la fin est finalement annoncée pour le 9 avril. L'auteur soumet alors le dernier chapitre de sa série fin mars à l'éditeur Kōdansha, pour une parution le 9 avril 2021. L'auteur délivre toutefois une conclusion où il ne prend pas explicitement position et tente de satisfaire tout le monde, n'échappant pas à une vague de mécontentement et d'incompréhensions de son lectorat. Cette fin est légèrement modifiée par la suite pour la parution en volume relié, l'auteur n'étant pas satisfait de l'arrangement initial de la dernière page et étant moins limité par la pagination maximale imposée par la prépublication. Cette nouvelle conclusion est alors plus nihiliste et négative sur la nature humaine. Malgré tout, l'auteur regrette d'avoir pu décevoir ses fans, reconnaissant qu'il n'a pas réussi à exprimer correctement le ressenti des personnages, et leur présente ses excuses,.

### Inspiration

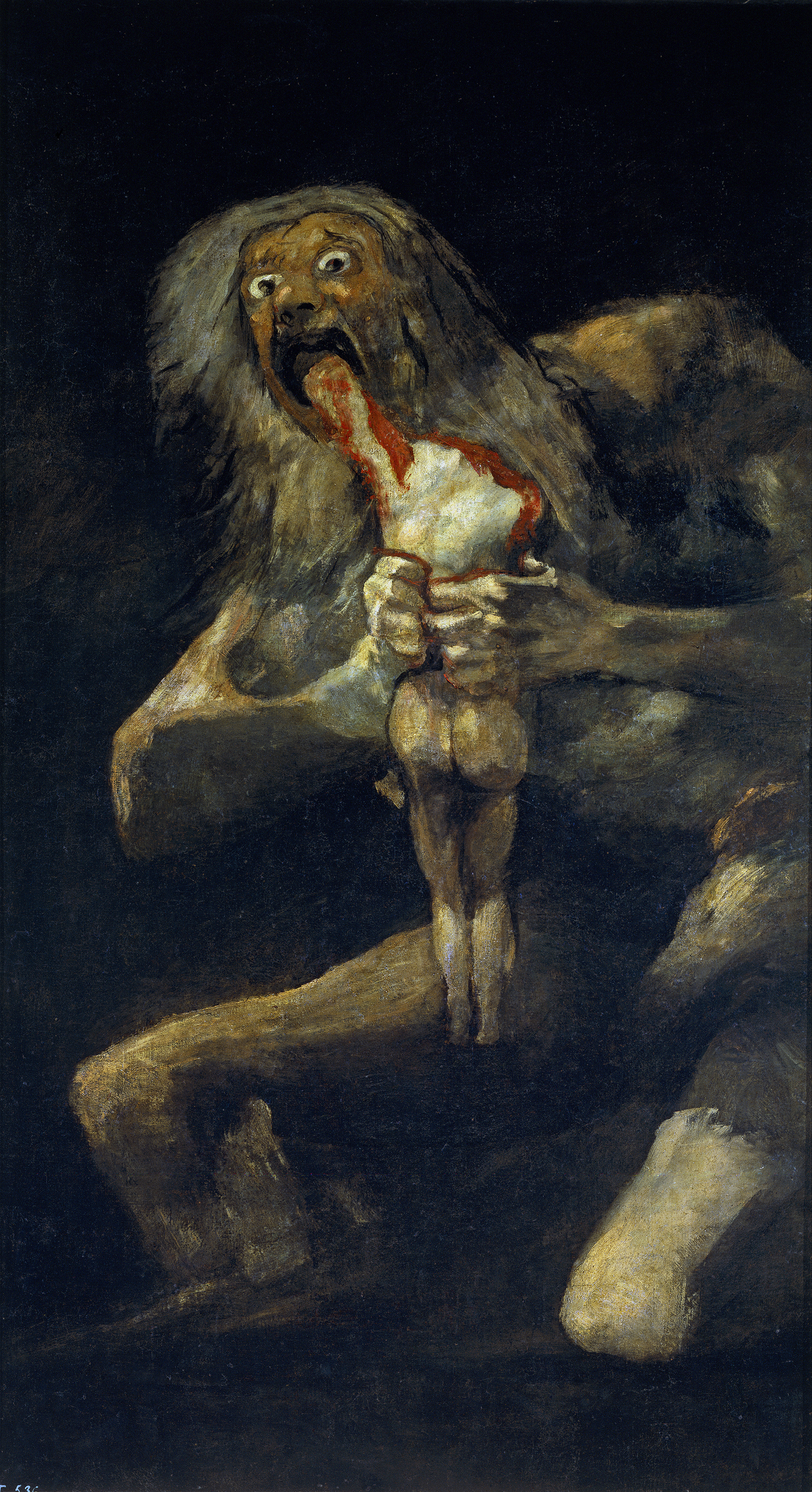
Saturne dévorant un de ses fils, peinture de Francisco de Goya représentant le roi des Titans, Cronos, dévorant l’un de ses enfants.

Hajime Isayama décide de faire une œuvre basée sur des Titans car ils ont une apparence brute et grossière et qu’ils provoquent un sentiment d’insécurité. L’idée originale provient à la fois d’une image du manga Jigoku Sensei Nūbē montrant une Joconde anthropophage sortir de son tableau pour manger les gens, mais également d’une rencontre avec un client ivre dans le cybercafé dans lequel l’auteur travaillait. En effet, cette personne qui l'empoigne au col, incapable de s’exprimer correctement, lui fait comprendre que l’être humain peut être l’animal le plus familier et effrayant du monde,,,. Comme œuvres servant d’inspiration générale, l’auteur cite le jeu vidéo Muv-Luv Alternative (en), dans lequel des extraterrestres répugnants exterminent l’humanité qui ne recule devant rien, ou encore le manga ARMS par sa manière d’exploiter au maximum le format manga. Il déclare également être influencé par les jeux vidéo comme Mega Man Legends et Monster Hunter ainsi que le cinéma de monstres mettant en scène Godzilla, Mothra ou encore Gamera.
Pour la conception des Titans, Isayama utilise notamment des modèles humains. Passionné de sport de combat, notamment les arts martiaux mixtes et le catch, il s'inspire de l’artiste martial Yushin Okami pour la forme Titan d’Eren ou encore le catcheur Brock Lesnar pour le Titan cuirassé. Il se base également sur des sports de combat pour retranscrire les techniques et postures des Titans. Par exemple, le Titan féminin utilise un mélange de boxe thaïlandaise et de ju-jitsu, tandis que le Titan cuirassé adopte un style mélant boxe, lutte et catch. Il utilise également un livre photo référençant diverses expressions humaines pour leur visage,. Isayama désire que les Titans disposent d’une aura imposante, similaire à celle des catcheurs, afin de créer un sentiment de malaise et de peur aux lecteurs,. De même, il dessine volontairement les Titans déformés, à la manière du tableau Saturne dévorant un de ses fils, pour « laisser le lecteur imaginer inconsciemment les détails ou parties non dessinées ».

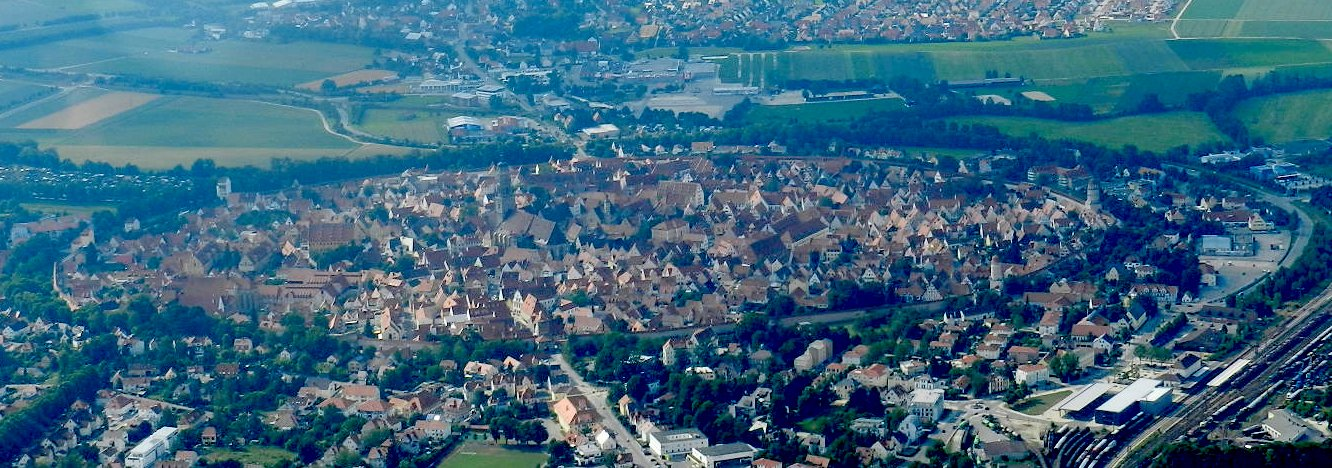
Ville allemande de Nördlingen ayant inspiré l’auteur.

Pour la conception des murs protégeant l’humanité, Isayama s’inspire de la ville allemande de Nördlingen qui, ayant gardé son aspect médiéval, est entourée par un mur. La présence d’un « mur de la peur » permet de faire référence à la culture japonaise et l’aspect isolé et enfermé du peuple japonais. Elle peut également faire référence à Midgard de la mythologie nordique et au Tartare de la mythologie grecque, une prison entourée d’un triple mur dans laquelle sont enfermés les Titans. Pour le personnage principal du manga, il s’inspire de son enfance à l’époque où il vivait dans un village entouré de montagnes (ville de Hita) et qu’il désirait savoir ce qui se trouvait au-delà,,.

### Style graphique et narratif
Au niveau de la technique, les premiers chapitres présentent de nombreuses approximations sur les perspectives et les proportions ainsi qu'un manque général de finition, et malgré une amélioration significative au fur et à mesure des chapitres, Isayama est loin d'égaler ses collègues mangakas les plus célèbres. Il insuffle toutefois une identité graphique bien singulière à son œuvre, qui tend vers le réalisme, avec des silhouettes filiformes et une expressivité très marquée des visages, qui tend parfois vers des expressions inquiétantes ou monstrueuses. Le mélange entre le réalisme monstrueux et dérangeant des Titans et les problèmes de proportions plonge alors le lecteur dans la vallée de l'étrange.
L'auteur s'éloigne des codes classiques du shōnen concernant la conception et le développement des protagonistes, avec des personnages féminins peu sexualisés alors qu'il n'hésite pas à exhiber les abdominaux de ces personnages masculins. Il assume un certain côté yaoi, notamment avec Livaï, et s'amuse avec la sexualité ambigüe de certains personnages, comme Reiner.
Pour la narration, l'auteur respecte les codes typiques du manga concernant le découpage de son œuvre avec des cases majoritairement rectilignes, bien délimitées et sans extravagance, permettant un enchainement lisible des scènes d'action. Il a toutefois recours à des formes moins régulières lorsqu'il souhaite accentuer l'intensité de certains moments d'action ou d'émotion. L'auteur utilise également des procédés fréquemment utilisés au cinéma, dont il est fan, avec l'utilisation de bandes de cases à taille réduite pour annoncer la transition de scène, un découpage des mouvements pour simuler l'effet de ralenti ou des successions de plan successifs sur une même chose pour simuler le zoom. Il se permet également quelques exceptions à ces codes, notamment lors de flashback ou de certaines scènes clés du manga. Il utilise également pleinement le support manga pour créer des effets de surprises et d'effroi en tournant la page ou, au contraire, pour effectuer certaines révélations majeures au détour d'une case plus anodine, pour marquer un contraste avec la mise en scène.
L'Attaque des Titans s'articule autour d'une thématique de cycle dans sa narration. En effet, certaines situations sont reproduites en modifiant certains éléments ou en changeant les points de vue. Par exemple, Eren est initialement l'enfant admirant le Bataillon d'exploration lors de ses retours de missions, alors qu'il devient par la suite l'un des membres de cette bridage admirée par les enfants du district. Egalement, le massacre de la famille Reiss est raconté de quatre points de vue différents, affectant en profondeur la compréhension et le sens de la scène. Cette notion de cycle met en avant à la fois l'évolution des protagonistes, mais aussi leur traumatisme face à un éternel recommencement tragique de l'histoire malgré leurs efforts, à l'antithèse du shōnen classique. Malgré ce cadre, Isayama ponctue son manga d'un humour plutôt burlesque et décalé. Bien que le manga propose quelques scènes de pure comédie, Isayama utilise principalement les décalages, têtes grimaçantes, jeux de mots ou l'humour potache tout au long de son récit, tranchant avec la tension dramatique de certaines scènes.

### Adaptations et exploitation de l'univers
Pour l’adaptation en série télévisée d'animation, le comité de production de la série choisit initialement une jeune société, Wit Studio, mais possédant plusieurs talents connus dans le domaine. L'auteur Hajime Isayama se propose d’aider le studio d’animation du fait que ses premières planches ne soient pas au niveau espéré. Ainsi, il suggère aux animateurs via des dessins préparatoires le design qu’il souhaite reproduire pour les personnages et les Titans, et en profite pour améliorer le fonctionnement de la manœuvre tridimensionnelle pour obtenir la meilleure animation possible. Le character design modifiera légèrement les proportions des personnages pour les rendre plus attrayant et doux, et utilise un contour très marqué pour les personnages, là où l'auteur utilise un trait plus fin. Également, l'équipe créative accorde un soin particulier aux décors, donnant une atmosphère romantique allemande, loin des décors minimalistes dessinés dans les premiers tomes.
Isayama suggère également de modifier l'ordre de événements par rapport au manga pour avoir une narration plus linéaire. Il dévoile également certains aspects de l'intrigue au réalisateur pour qu'il puisse construire son adaptation. L'implication de l'auteur est donc réelle, mais le réalisateur garde les commandes de la série. Ainsi, ce dernier ajoute ou modifie certains éléments sans accord préalable de l'auteur. Si l'objectif initial est de retranscrire avec fidélité l'histoire originale, l'adaptation se veut plus épique et dramatique que le manga, qui garde un caractère plus âpre. Là où le manga propose un cadre assez froid, sombre et anxiogène, l'anime prend des allures plus glorieuses, avec une exaltation des valeurs militaires et de l'héroïsme, plus proche des codes du shōnen nekketsu. Après le début de la diffusion en 2013, l'auteur commente sur son blog que « l’anime L’Attaque des Titans est très intéressant. Je vais moi aussi faire des efforts sur le manga »,. Pour la conclusion de l'anime, l'auteur a demandé au studio MAPPA de redessiner « un peu » le story-board pour les scènes finales.
En parallèle à la parution de L'Attaque des Titans, plusieurs œuvres dérivées — sous forme de visual novel, manga ou light novel — vont voir le jour pour exploiter plus en détails l'univers créé par Isayama. La plupart de ces récits, non écrits par Isayama, relate des événements se passant avant le début de la série d'origine. Par exemple, Before the fall se déroule 70 ans avant le début et développe la création de la manœuvre tridimensionnelle et la première victoire contre les Titans, tandis que Birth of Livaï retrace le passé de Livaï et sa relation avec Erwin Smith. Si ces récits font généralement référence à des éléments présents dans le manga d'Isayama et apportent des informations intéressantes au lecteur, quelques incohérences sont créées — notamment dans Before the fall — du fait d'une certaine prise de liberté des auteurs lors de l'écriture.

## Manga

Logo japonais du manga.

L'Attaque des Titans fait partie des titres de lancement du magazine mensuel Bessatsu Shōnen Magazine publié le 9 septembre 2009 par Kōdansha,. Le premier volume (un recueil est dénommé tankōbon dans les milieux du manga) est sorti le 17 mars 2010, et le rythme de parution est de trois tomes par an. Le dernier chapitre est publié le 9 avril 2021 dans le magazine, et le 34e et dernier tome est commercialisé le 9 juin 2021,. En novembre 2020, il est annoncé la publication d'une version entièrement colorisée du manga, et le premier tome de cette full color edition est commercialisé en juin 2021. En mars 2021, la maison d'édition Kōdansha annonce la publication de 100 exemplaires des deux premiers chapitres dans un format « Titan », faisant entre six et sept fois la taille normale d'un tankōbon, afin de battre le record de la bande dessinée le plus grande dans le Livre Guinness des records. Un projet éditorial Shingeki Fly sortant le 30 avril 2024 au Japon propose un livre « volume 35 » qui contient 18 pages inédites ainsi qu'un artbook de 200 pages et des goodies.
La publication française est réalisée par Pika Édition dans sa collection seinen depuis le 26 juin 2013. Mehdi Benrabah, le directeur éditorial de la maison d'édition, explique ce choix parce que le manga « ne répondait pas beaucoup aux styles shōnen ». À partir du 9 mars 2015, l’éditeur français publie les chapitres au format epub en simultané avec le Japon. Une édition en grand format intitulée « Édition Colossale » est également publiée depuis juin 2015. Cette dernière édition comporte un total de douze tomes regroupant trois tomes de l'édition standard, le dernier tome proposant différents bonus.
Le manga est également publié par Tong Li Publishing en Chine et à Hong Kong depuis janvier 2011, par Haksan Culture Company en Corée du Sud depuis février 2011, par Kodansha Comics USA en Amérique du Nord depuis juin 2012 sous le titre Attack on Titan,, par Norma Editorial en Espagne depuis septembre 2012 sous le titre Ataque a los Titanes,, par Panini Comics en Italie depuis mars 2012 sous le titre L’attacco dei Giganti, au Brésil depuis novembre 2013 sous le titre Ataque dos Titãs, et au Mexique, en Pologne par Japonica Polonica Fantastica depuis mai 2014 sous le titre Atak Tytanów, en République Tchèque par Crew depuis septembre 2014 sous le titre Útok titánů. À partir d’octobre 2013, la plateforme Crunchyroll propose également le manga en version numérique dans plus de 170 pays, avec une parution simultanée avec le Japon des nouveaux chapitres.

## Séries dérivées

### Romans
Une série de light novels nommée Before the fall est publiée au Japon. Écrite par Ryo Suzukaze et illustrée par Shibamoto Thores, elle offre une préquelle à l’histoire du manga. Le premier tome, sorti le 2 décembre 2011, suit l’histoire d’Angel (アンヘル, Anheru) et de la mise au point de la manœuvre tridimensionnelle. Les deuxième et troisième tomes, sortis respectivement le 30 mars 2012 et le 29 juin 2012, racontent l’histoire de Kyklo (キュクロ, Kyukuro), appelé « l’enfant des Titans », et son combat contre les Titans à l’aide de la manœuvre tridimensionnelle. La série est publiée en version anglaise en Amérique du Nord depuis septembre 2014 par Vertical et en version française par Pika Édition sous son label Pika Roman depuis octobre 2017.
Une deuxième série de light novels nommée L'Attaque des Titans : Hope of the City (進撃の巨人 隔絶都市の女王, Shingeki no Kyojin: Kakuzetsu toshi no jōō, litt. La reine de la ville isolée) est publiée au Japon. Elle est écrite par Ryō Kawakami et illustrée par Range Murata. Le premier volume est sorti le 1er août 2014, et le second et dernier le 1er mai 2015. La série est publiée en Amérique du Nord en 2015 par Vertical. Elle est éditée en version française par Pika Édition sous son label Pika Roman à partir du 9 novembre 2016.
Un troisième light novel nommé L'Attaque des Titans : Lost Girls, écrit par Hiroshi Seko, est sorti le 9 décembre 2014 au Japon,. Il comprend trois histoires courtes : Lost in the Cruel World et Wall Sina, Goodbye, adaptations des visual novel de même nom, ainsi que Lost Girls. Il est édité en version française par Pika Édition sous son label Pika Roman le 13 avril 2016. L'œuvre est adaptée en trois OAV commercialisés avec les tomes 24, 25 et 26 du manga original entre décembre 2017 et août 2018.
Un roman écrit par l'Américaine Rachel Aaron nommé Garrison Girl: An Attack on Titan Novel est publié le 7 août 2018 par Quirk Books. Il est ensuite traduit en japonais et publié le 7 avril 2019 par Kōdansha sous le titre Attack on Titan: Roses on the Wall (進撃の巨人　果てに咲く薔薇, Shingeki no Kyojin ~Hate ni saku bara~).

### Manga
Une série dérivée humoristique nommée L’Attaque des Titans : Junior High-School (進撃!巨人中学校, Shingeki! Kyojin chūgakkō) est prépubliée dans le magazine Bessatsu Shōnen Magazine entre avril 2012 et juillet 2016. Ce manga est écrit et dessiné par Saki Nakagawa et l’histoire se déroule au collège Shingeki. Le premier tome est commercialisé le 9 avril 2013 et la série compte un total de onze tomes. Hors du Japon, la série est publiée en Amérique du Nord par Kodansha Comics USA depuis mars 2014 sous le titre Attack on Titan: Junior High, et en version française à partir de janvier 2016.
 La série est adaptée en anime au sein du studio Production I.G, avec une réalisation de Yoshihide Ibata, un scénario de Midori Gotō et des compositions de Asami Tachibana. Elle est diffusée à partir du 4 octobre 2015 sur MBS au Japon et en simulcast sur Wakanim dans les pays francophones.
Une deuxième série dérivée est annoncée dans le tome 11 du manga sorti le 9 août 2013. Écrite et dessinée par Satoshi Shiki, il s’agit de l’adaptation en manga de la série de light novels Before the fall. Un prologue est sorti le 26 août 2013 dans le magazine Monthly Shōnen Sirius et la série a réellement commencé le 26 septembre 2013. Le premier volume est commercialisé le 9 décembre 2013. Le dernier chapitre de la série est paru le 26 mars 2019, et la série totalise 17 tomes,. La version française est publiée par Pika Édition à partir d’octobre 2014. En août 2015, le tirage total de la série s'élève à 1,4 million d'exemplaires.
Une troisième série dérivée, L’Attaque des Titans : Birth of Livaï (進撃の巨人 悔いなき選択, Shingeki no Kyojin Gaiden: Kuinaki sentaku, litt. L’Attaque des Titans Spin-off : Une décision sans regret), est écrite par Gan Sunaaku et dessinée par Hikaru Suruga et raconte le passé de Livaï. Elle est publiée dans le magazine shōjo Aria du 28 septembre 2013 au 28 juin 2014. Le premier volume relié est commercialisé le 9 avril 2014 et la série compte un total de deux tomes. Cette série a permis à Kōdansha de multiplier par cinq le tirage du magazine Aria en novembre 2013, et par dix en décembre 2013. Hors du Japon, la version française est publiée par Pika Édition à partir d’avril 2015 puis de janvier 2018 dans une édition en couleur. La version anglaise est publiée par Kodansha Comics USA en Amérique du Nord depuis juin 2014 sous le titre Attack on Titan: No Regrets.
Une quatrième série dérivée nommée Sungeki no Kyojin (Spoof on Titan) (寸劇の巨人) est publiée sur l’application smartphone Manga Box de Kōdansha entre son lancement le 4 décembre 2013 et le 31 décembre 2014. Dessinée par hounori, il s’agit d’un yonkoma parodique avec les personnages principaux du manga original. Le premier volume est commercialisé le 8 août 2014 et le second le 9 avril 2015.
La cinquième série dérivée est l'adaptation du light novel L'Attaque des Titans : Lost Girls. Celle-ci est publiée entre le 8 août 2015 et le 9 mai 2016 dans le magazine Bessatsu Shōnen Magazine,. Le premier volume est commercialisé le 8 avril 2016, et le second le 9 août 2016. La version française est publiée par Pika Édition en mars 2017.

## Anime

### Série télévisée

Logo de l’adaptation anime.

L’adaptation en anime est annoncée en décembre 2012, après l’ouverture d’un site internet teaser nommé « project-attack.com »,. Celle-ci est produite au sein du studio Wit Studio avec une réalisation de Tetsurō Araki, une production de Tetsuya Kinoshita, un scénario de Yasuko Kobayashi et des compositions de Hiroyuki Sawano. Sa diffusion débute initialement le 7 avril 2013 sur MBS,. L’anime est ensuite rediffusé sur les chaînes Tokyo MX, TV Aichi, FBS, HTB, TOS (ja), BS11, puis sur le site Niconico. Peu après le début de la diffusion, Kyoji Asano, character designer de la série, annonce rechercher des animateurs afin d’aider le studio d’animation, en assurant que la série ne perdrait pas en qualité. Le dernier épisode est diffusé en avant-première au Marunouchi Picadilly 1 à Tokyo le 28 septembre 2013 lors d’un événement spécial retransmis en streaming dans plus de quinze salles de cinéma japonaises.
À la suite de cet évènement, Tetsurō Araki, Tetsuya Kinoshita et l’auteur Hajime Isayama déclarent vouloir adapter la suite du manga,. En août 2014, George Wada, président de Wit Studio, annonce qu’une seconde saison est en préproduction. Lors de la première séance de projection du film d’animation Shingeki no Kyojin zenpen ~Guren no yumiya~ en novembre 2014 au Japon, avec la présence des seiyū des principaux personnages, cette saison est initialement annoncée pour une diffusion en 2016. En juillet 2016, la diffusion est finalement annoncée pour le printemps 2017. Cette seconde saison est réalisée par la même équipe que la première, à l'exception de Masashi Koizuka qui prend la place de Tetsurō Araki en tant que réalisateur. Le premier épisode est diffusé le 1er avril 2017 sur 21 chaines japonaises, dont Tokyo MX et MBS. La saison est composée de douze épisodes et adapte les chapitres 35 à 50.
Une troisième saison est annoncée lors de la diffusion du dernier épisode de la deuxième saison,. Elle est composée de 22 épisodes diffusés en deux parties. La première partie, diffusée entre juillet et octobre 2018 sur NHK General TV,, adapte l'arc du Tournant Majeur, correspondant aux chapitres 51 à 70 du manga. La deuxième moitié, diffusée entre avril et juillet 2019, adapte quant à elle l’arc du Retour à Shiganshina, qui correspond aux chapitres 71 à 90 de l’œuvre originale. Pour la première partie, l'auteur Hajime Isayama a retravaillé le scénario de l'histoire car il n'était pas satisfait de son travail sur le manga.
Une quatrième et dernière saison est annoncée lors de la diffusion du dernier épisode de la troisième saison. En mai 2020, un teaser est dévoilé et il est révélé que Wit Studio laisse la place à MAPPA avec Yūichirō Hayashi à la direction. Le directeur de la première saison Tetsurō Araki affirme alors que la nouvelle équipe est « merveilleuse ». La diffusion de cette dernière saison débute le 7 décembre 2020,. La première partie de la saison, composée de 16 épisodes couvrant les chapitres 91 à 116, est diffusée jusqu'au 29 mars 2021. Une deuxième partie est ensuite annoncée pour l'hiver 2021-2022. Composée de douze épisodes, elle est diffusée du 10 janvier au 4 avril 2022. Une troisième et dernière partie est annoncée peu après la diffusion du dernier épisode de la deuxième partie. Le premier épisode spécial d'une heure est diffusé le 4 mars 2023, après la diffusion d'une compilation en sept parties de l'anime, tandis que le deuxième épisode de 85 minutes sort le 5 novembre 2023. Ces deux épisodes spéciaux sont également diffusés au format épisodique standard, avec une numérotation allant de 88 à 94.
Les différentes saisons sont diffusées en streaming et en téléchargement légal sur Wakanim en version originale sous-titrée en français, en simultané avec le Japon,,. Elles sont également disponibles sur Crunchyroll après son rachat par Sony et la fusion avec le catalogue de Wakanim. Les trois premières saisons sont aussi disponibles sur Netflix,, Amazon Prime Video, et sur Anime Digital Network en version française à partir de novembre 2020. La première saison est diffusée à la télévision sur France 4 en version française ou version originale sous-titrée entre septembre et novembre 2014. Les quatre saisons sont également diffusées sur la chaine Mangas.
La série est également éditée en Amérique du Nord par Funimation et Crunchyroll,, au Royaume-Uni par Manga Entertainment et en Australie par Madman Entertainment. Netflix propose également la série en streaming dans la plupart des pays où le service est disponible.

#### DVD et Blu-ray
Au Japon, la première saison est éditée en DVD et Blu-ray à partir du 17 juillet 2013. Les éditions limitées proposent différents bonus comme des épisodes humoristiques avec les personnages en version SD nommés Chimi kyara gekijō tondeke! Kunren heidan (ちみキャラ劇場 とんでけ！訓練兵団) ou des jeux vidéo. Le premier coffret sorti le 17 juillet 2013 inclut un tome 0, one shot de soixante-cinq pages à l’origine de la série dessiné par l’auteur du manga lorsqu’il avait dix-neuf ans. Les 3e et 6e coffrets contiennent des jeux vidéo de type visual novel. Le 5e coffret contient la version colorisée des chapitres du manga que les épisodes 11 à 13 adaptent. Le 9e coffret comprend un bonus de 120 minutes consacré à l’événement Attack on Taikan, qui s'est déroulé le 12 octobre 2013 à la Yokohama Arena.
Dans les pays francophones, l’intégralité de la première saison est éditée par @Anime en coffret combo DVD et Blu-ray et commercialisée en avant-première à Japan Expo 2014. Divers bonus comme un artbook et les épisodes courts bonus sont compris. Elle est ensuite commercialisée sous forme de deux coffrets respectivement le 27 août et le 22 octobre 2014,. Une seconde édition est proposée le 17 juin 2015 avec le coffret DVD et le coffret Blu-ray séparément. La deuxième saison est éditée en janvier 2018.
| Édition japonaise | Édition japonaise | Édition japonaise | Édition française | Édition française | Édition française |
| Coffret           | Date de sortie    | Épisodes          | Coffret           | Date de sortie    | Épisodes          |
| ----------------- | ----------------- | ----------------- | ----------------- | ----------------- | ----------------- |
| 1                 | 17 juillet 2013   | 1 – 2             | 1                 | 27 août 2014      | 1 – 13            |
| 2                 | 21 août 2013      | 3 – 4             | 1                 | 27 août 2014      | 1 – 13            |
| 3                 | 18 septembre 2013 | 5 – 7             | 1                 | 27 août 2014      | 1 – 13            |
| 4                 | 16 octobre 2013   | 8 – 10            | 1                 | 27 août 2014      | 1 – 13            |
| 5                 | 20 novembre 2013  | 11 – 13           | 1                 | 27 août 2014      | 1 – 13            |
| 6                 | 18 décembre 2013  | 14 – 16           | 2                 | 22 octobre 2014   | 14 – 25           |
| 7                 | 15 janvier 2014   | 17 – 19           | 2                 | 22 octobre 2014   | 14 – 25           |
| 8                 | 19 février 2014   | 20 – 22           | 2                 | 22 octobre 2014   | 14 – 25           |
| 9                 | 19 mars 2014      | 23 – 25           | 2                 | 22 octobre 2014   | 14 – 25           |

| Édition japonaise | Édition japonaise | Édition japonaise | Édition française | Édition française | Édition française |
| Coffret           | Date de sortie    | Épisodes          | Coffret           | Date de sortie    | Épisodes          |
| ----------------- | ----------------- | ----------------- | ----------------- | ----------------- | ----------------- |
| 1                 | 21 juin 2017      | 26 – 31           | 1                 | 31 janvier 2018   | 26 – 37           |
| 2                 | 18 août 2017      | 32 – 37           | 1                 | 31 janvier 2018   | 26 – 37           |

| Édition japonaise | Édition japonaise | Édition japonaise | Édition française | Édition française | Édition française |
| Coffret           | Date de sortie    | Épisodes          | Coffret           | Date de sortie    | Épisodes          |
| ----------------- | ----------------- | ----------------- | ----------------- | ----------------- | ----------------- |
| 1                 | 17 octobre 2018   | 38 – 40           | 1                 | 27 novembre 2019  | 38 – 49           |
| 2                 | 19 décembre 2018  | 41 – 43           | 1                 | 27 novembre 2019  | 38 – 49           |
| 3                 | 30 janvier 2019   | 44 – 46           | 1                 | 27 novembre 2019  | 38 – 49           |
| 4                 | 27 février 2019   | 47 – 49           | 1                 | 27 novembre 2019  | 38 – 49           |
| 5                 | 24 juillet 2019   | 50 – 52           | 2                 | 28 août 2020      | 50 – 59           |
| 6                 | 21 août 2019      | 53 – 55           | 2                 | 28 août 2020      | 50 – 59           |
| 7                 | 18 septembre 2019 | 56 – 59           | 2                 | 28 août 2020      | 50 – 59           |

| Édition japonaise | Édition japonaise | Édition japonaise | Édition française | Édition française | Édition française |
| Coffret           | Date de sortie    | Épisodes          | Coffret           | Date de sortie    | Épisodes          |
| ----------------- | ----------------- | ----------------- | ----------------- | ----------------- | ----------------- |
| 1                 | 7 juillet 2021    | 60 – 67           | 1                 | 23 mars 2022      | 60 – 75           |
| 2                 | 4 août 2021       | 68 – 75           | 1                 | 23 mars 2022      | 60 – 75           |
| 3                 | 20 juillet 2022   | 76 – 81           | 2                 | 26 juillet 2023   | 76 – 87           |
| 4                 | 17 août 2022      | 82 – 87           | 2                 | 26 juillet 2023   | 76 – 87           |
| 5                 | 20 mars 2024      | SP 1–2            | 3                 | 21 mai 2025       | 88 – 89           |

### Original video animation
Au Japon, des épisodes Original video animation sont commercialisés directement en DVD avec les éditions limitées de certains tomes du manga. Le premier, initialement prévu pour le 9 août 2013 avec l’édition limitée du tome 11, est commercialisé le 9 décembre 2013 avec l’édition limitée du tome 12 pour améliorer sa qualité. Il adapte le chapitre Le carnet d’Ilse (イルゼの手帳, Iruze no techō), présent dans le tome 5 du manga et servant de prologue aux entraînements des membres de l’armée. Le deuxième, Un visiteur inattendu (突然の来訪者, Totsuzen no raihō-sha), est sorti en avril 2014 avec le tome 13. Le troisième, Épreuve (困難, Kon'nan), est sorti en août 2014 avec le tome 14.
Les tomes 15 et 16, respectivement sortis en décembre 2014 et en avril 2015, sont commercialisés avec deux épisodes adaptant la série dérivée L’Attaque des Titans : Birth of Livaï. L’histoire est centrée sur le soldat Livaï et Erwin Smith et implique de nouveaux personnages tels que Furlan et Isabel.
Les tomes 24, 25 et 26, respectivement sortis le 8 décembre 2017, le 9 avril 2018 et le 9 août 2018, sont quant à eux commercialisés en bundle avec 3 OAD adaptant la série de manga L'Attaque des Titans : Lost Girls. Les deux premiers OAD sont centrés sur le passé du personnage d'Annie (Wall Sina, Goodbye), tandis que le troisième est consacré à celui de Mikasa (Lost in the cruel world).
Ces huit épisodes sont disponibles sur Wakanim et Crunchyroll le 19 décembre 2021.

### Films d’animation
En avril 2014, la production de deux films d’animation regroupant l’intégralité de la série d’animation est annoncée. Le premier, L’Attaque des Titans : L’arc et la flèche écarlates (「進撃の巨人」前編～紅蓮の弓矢～, Shingeki no Kyojin zenpen ~Guren no yumiya~), est diffusé en avant-première au Festival international du film de Tokyo fin octobre 2014, puis est sorti dans les salles japonaises le 22 novembre 2014, avant de sortir en DVD et Blu-ray le 18 mars 2015. Le deuxième film, L’Attaque des Titans : Les ailes de la liberté (「進撃の巨人」後編～自由の翼～, Shingeki no Kyojin kōhen ~Jiyū no tsubasa~), est sorti le 27 juin 2015 au Japon. Un film récapitulatif de la deuxième saison intitulé L’Attaque des Titans : Le rugissement de l'éveil (進撃の巨人 ～覚醒の咆哮～, Shingeki no Kyojin ~Kakusei no hōkō~) est sorti le 13 janvier 2018. Un film récapitulatif des trois premières saisons intitulé Shingeki no Kyojin: Chronicle (進撃の巨人 〜クロニクル〜) est sorti le 17 juillet 2020. Enfin, un film récapitulatif de la partie finale intitulé Attack on Titan The Movie: The Last Attack sort le 8 novembre 2024.
En France, le premier film est diffusé en avant-première le 29 mai 2015 au Grand Rex et commercialisé en combo DVD/Blu-ray collector par @Anime le 8 juillet 2015. Le deuxième film est également diffusé en avant-première au Grand Rex en septembre 2015, avant de sortir en DVD et Blu-ray le 30 mars 2016. Le troisième film est commercialisé le 28 novembre 2018. Enfin, le film L'Attaque des Titans : La Dernière attaque est diffusé au cinéma les 1er et 2 mars 2025.

### Musique
Les musiques des trois premières saisons de L’Attaque des Titans sont composées par Hiroyuki Sawano. Selon le souhait d'Isayama, les génériques incorporent certaines idées précises, glissant alors des élements d'intrigues à venir tant dans l'anime que dans le manga.
La première saison de la série télévisée propose deux génériques d'ouverture et deux génériques de fermeture. Pour les épisodes 1 à 13.5, le thème d’ouverture est Guren no yumiya (紅蓮の弓矢) de Linked Horizon et le thème de fin est Utsukushiki zankoku na sekai (美しき残酷な世界) de Yōko Hikasa. Pour les épisodes 14 à 25, le thème d’ouverture est Jiyū no tsubasa (自由の翼) de Linked Horizon et le thème de fin est Great Escape de cinema staff. Le CD single des génériques de fin de la série est sorti le 8 mai 2013. Celui des génériques d’ouverture de la série, sorti le 10 juillet 2013 au Japon, s’est vendu à plus de 129 000 exemplaires en cinq jours et à plus de 230 000 exemplaires en décembre 2013. Deux albums comprenant l’ensemble des morceaux de l’Original Soundtrack sont sortis respectivement le 28 juin 2013, et le 18 octobre 2013 avec l’édition limitée du quatrième DVD/Blu-ray,.
Pour le premier film d'animation, le thème d’ouverture est Guren no zahō (紅蓮の座標) de Linked Horizon et le thème de fin est YAMANAIAME de Hiroyuki Sawano. Ce dernier thème est commercialisé le 19 novembre 2014 sous forme de CD contenant sept pistes.
La deuxième saison propose un nouveau générique d'ouverture de Linked Horizon, intitulé Shinzo wo sasageyo! (心臓を捧げよ!, ou Opfert eure Herzen! en allemand), tandis que le générique de fin est Yuugure no tori (夕暮れの鳥) de Shinsei Kamattechan. La bande originale est commercialisée en 2 CD le 7 juin 2017 par Pony Canyon.
Est sortie la même année une série de singles dédiée à plusieurs personnages de la série. Ces singles regroupés sous le nom de Character imagesongs ont été composés par Kohta Yamamoto et Hiroyuki Sawano et réarrangés par Yamamoto. Chaque chanson est chantée par le seiyū du personnage à qui est dédiée la chanson.
Le groupe de métal symphonique Epica a enregistré à l'été 2017 un EP intitulé Epica vs Attack on Titan Songs proposant des versions anglaises de quatre musiques de l'anime composées par Revo du groupe Linked Horizon. Il est sorti le 20 décembre 2017 au Japon et le 20 juillet 2018 en dehors.
La troisième saison propose deux génériques d'ouverture et deux génériques de fermeture. Pour les épisodes 38 à 49, le générique d'ouverture est Red Swan interprété par Yoshiki feat. Hyde et le générique de fin est Akatsuki no Requiem (暁の鎮魂歌, Akatsuki no chinkonka) par Linked Horizon. Pour les épisodes 50 à 59, le générique d'ouverture est Shoukei to shikabane no michi (憧憬と屍の道) par Linked Horizon et le générique de fin est Name of Love par Cinema Staff. La bande originale est commercialisée en 2 CD le 26 juin 2019 par Pony Canyon.
Pour la quatrième saison, Kohta Yamamoto devient également compositeur aux côtés de Hiroyuki Sawano. Il est notamment chargé des compositions sur la partie Mahr, permettant l'installation d'une différence de style et d'ambiance entre les deux camps ennemis. Le générique d'ouverture de la première partie de la quatrième saison est Boku no sensō (僕の戦争) de Shinsei Kamattechan et le générique de fin est Shōgeki (衝撃) par Yuko Ando. L'album de la première partie de la saison finale est commercialisée le 23 juin 2021 par Pony Canyon. Pour la deuxième partie, le générique d'ouverture est The Rumbling de SiM et le générique de fin est Akuma no ko (𢥧魔の子) de Ai Higuchi. La chanson The Rumbling se classe notamment à la première place du classement du Billboard dans les Hot Hard Rock Songs. L'album de la seconde partie de la saison finale est commercialisé le 22 juin 2022. La chanson Under the Tree de SiM est le thème de fin pour le premier épisode spécial qui conclut cette dernière saison. Le dernier épisode quant à lui se conclut avec la musique Nisen-nen… Wakakushi wa… Niman-nen go no Kimi e… (二千年… 若しくは… 二万年後の君へ・・・) du groupe Linked Horizon. À la suite de la décision de couper ces deux épisodes spéciaux en plusieurs épisodes classiques, des génériques de début et fin ont été conçus. La musique du générique d'ouverture est Saigo no Kyojin (最後の巨人) de Linked Horizon et le générique de fin est Itterasshaï (いってらっしゃい) d'Ai Higuchi. Un troisième album des compositions musicales de Kohta Yamamoto et Hiroyuki Sawano sort le 8 novembre 2023.
En octobre 2020, Hiroyuki Sawano annonce un nouveau projet musical porté sur la série sur les réseaux sociaux. Ce projet est nommé "Attack on Titan" suite.
Le 29 mars 2021, jour de la sortie du dernier épisode de la première partie de la saison finale, est publié sur la chaine YouTube d'Hiroyuki Sawano une musique nommée feat. AoT, comprenant deux remix de Ashes on The Fire (thème principal de la saison finale) avec deux autres musiques de la série. Ce double remixage est composé par Hiroyuki Sawano et Kohta Yamamoto.

### Doublage
Les personnages principaux Eren Jäger, Mikasa Ackerman et Armin Arlelt sont respectivement doublés par Yūki Kaji, Yui Ishikawa et Marina Inoue,. L'interprétation de Yūki Kaji aurait notamment aidé l'auteur à mieux comprendre son personnage d'Eren. Un des personnages les plus populaires du manga, Livaï, est doublé par Hiroshi Kamiya, consacré seiyû le plus populaire en 2012 et faisant ainsi parti des principaux arguments de vente. Pour le personnage d'Hansi, qu'Isayama n'avait pas genré, le studio confie le rôle à Romi Park, connue pour interpréter autant des personnages masculins que féminins.
Le doublage français est réalisé au sein du studio WanTake sous la direction artistique de Grégory Laisné et Mélanie Anne. Pour ce doublage, Grégory Laisné déclare que le studio n'a pas cherché à se rapprocher des voix originales, mais préférait que « la voix colle à l’image, et le comédien à l’esprit et au jeu de son personnage ». Les personnages d'Eren, Mikasa et Armin sont respectivement doublés en français par Bastien Bourlé, Nathalie Bienaimé et Adrien Solis, ce dernier étant remplacé par Victor Niverd à partir de la troisième saison.

## Films en prise de vues réelles

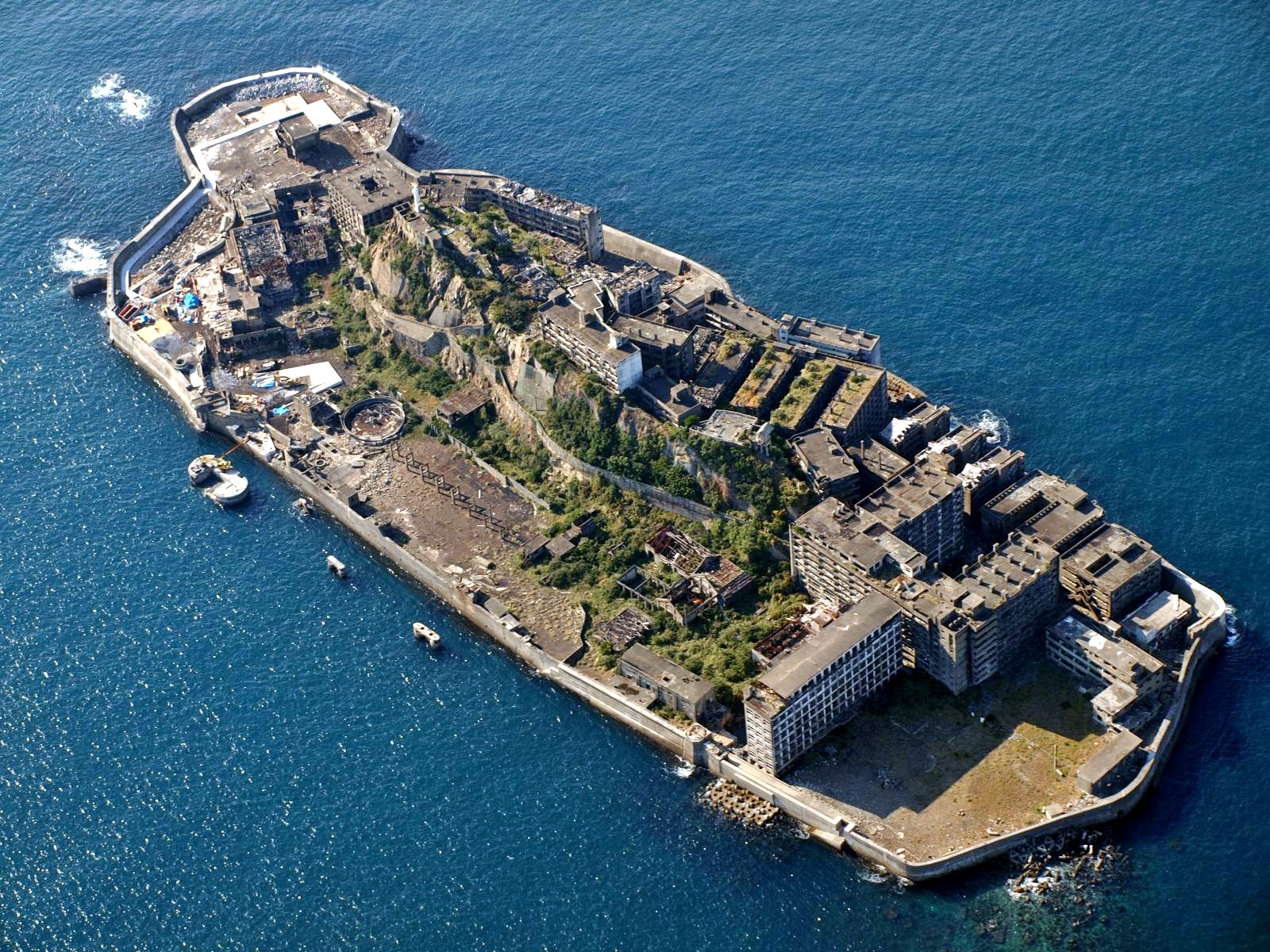
Vue aérienne de l’île de Ha-shima, lieu de tournage du film live japonais.

Une adaptation en film en prise de vues réelles est annoncée en octobre 2011 pour une sortie à l’automne 2013,. Tetsuya Nakashima doit en assurer la réalisation mais celui-ci quitte le projet en décembre 2012. La sortie du film est alors repoussée à une date ultérieure. En décembre 2013, le site officiel annonce que la production est assurée par Tōhō, avec Shinji Higuchi comme réalisateur et Yusuke Watanabe et Machiyama Tomohiro comme scénaristes. En janvier 2014, le constructeur automobile Subaru réalise une publicité dans laquelle des Titans apparaissent.
Le tournage s’effectue durant l’été 2014 sur l’île de Ha-shima, surnommée Gunkanjima, tombée en ruines et désertée depuis les années 1970,. Le rôle d’Eren Jäger est interprété par Haruma Miura. Satomi Ishihara, Kiko Mizuhara, Kanata Hongō, Nanami Sakuraba et Takahiko Miura font également partie du cast et incarnent des personnages issus du manga. Sept personnages sont créés pour le film, notamment Shikishima, interprété par Hiroki Hasegawa, un personnage clé en tant qu'homme le plus fort de l’humanité. Le film est divisé en deux parties ; la première sort le 1er août et la seconde le 19 septembre 2015. Pour accompagner cette sortie, un drama intitulé Shingeki no Kyojin ~Hangeki no noroshi~ (進撃の巨人 反撃の狼煙) est diffusé sur le service de streaming dTV de NTT DoCoMo à partir du 15 août 2015,.
La production d'un film live américain est annoncée officiellement en octobre 2018, avec Andrés Muschietti comme réalisateur.

## Produits dérivés

### Publications

#### Guidebooks
Un guide officiel nommé L’Attaque des Titans Inside (進撃の巨人　INSIDE　抗, Shingeki no Kyojin: Inside kō) est sorti le 9 avril 2013 en version japonaise et le 29 octobre 2014 en version française. Un deuxième guide nommé L’Attaque des Titans Outside (進撃の巨人 OUTSIDE 攻, Shingeki no Kyojin: Outside kō) est sorti le 9 septembre 2013 en version japonaise et le 18 février 2015 en version française. Un troisième guide nommé Shingeki no Kyojin: Animation Side kō (進撃の巨人 ANIMATION SIDE 吼) est sorti le 7 février 2014 en version japonaise. Un quatrième guide nommé L’Attaque des Titans : Answers (進撃の巨人 ANSWERS, Shingeki no Kyojin: ANSWERS) est sorti le 9 août 2016 en version japonaise et le 15 novembre 2017 en version française. Un cinquième guide nommé L’Attaque des Titans : Characters (進撃の巨人　キャラクター名鑑　ＦＩＮＡＬ) est sorti le 9 juin 2021 en version japonaise et le 2 février 2022 en version française.
En Amérique du Nord, Kodansha Comics USA publie les deux premiers guidebooks sous forme d’un unique volume le 16 septembre 2014,.

#### Crossover
Début novembre 2014, C. B. Cebulski, écrivain et éditeur de Marvel Comics, annonce la production d’un crossover entre L’Attaque des Titans et l’univers Marvel,. Intitulée Attack on Avengers, le crossover est publié le 15 novembre 2014 dans le magazine Brutus édité par Magazine House. Le scénario est écrit par Hajime Isayama et propose des affrontements à New York entre des membres des Gardiens de la Galaxie, Vengeurs et différents Titans provenant du manga.

### Jeux vidéo
Konami lance un jeu vidéo de cartes à collectionner le 2 avril 2012 sur la plateforme mobile Mobage,. Un jeu vidéo social nommé Shingeki no Kyojin: Hangeki no tsubasa (進撃の巨人 -反撃の翼, litt. L’Attaque des Titans : Les Ailes de la contre-attaque) est créé par la société Strategy & Partners et est sorti sur la plateforme mobile GREE le 26 avril 2013, puis sur la plateforme Mobage le 5 juillet 2013. Une version sur navigateur Web nommée Shingeki no Kyojin: Hangeki no tsubasa Online (進撃の巨人 -反撃の翼 オンライン, litt. L’Attaque des Titans : Les Ailes de la contre-attaque en ligne) est également sortie le 24 décembre 2013, disponible en ligne jusqu’au 28 mai 2015.
Plusieurs jeux vidéo de type visual novel sont disponibles dans le premier tirage du troisième et du sixième Blu-ray. Ces jeux vidéo, développés par plusieurs membres du studio Nitroplus en collaboration avec Production I.G et l’auteur Hajime Isayama, relatent des histoires inédites avec Mikasa, Livaï et Erwin. Le troisième Blu-ray, sorti le 18 septembre 2013, contient le jeu Lost In The Cruel World basé sur Mikasa. Le sixième Blu-ray, sorti le 18 décembre 2013, contient le jeu Kuinaki sentaku (悔いなき選択, litt. Une décision sans regrets) basé sur le passé d’Erwin et Livaï, le jeu Nubatama no yoru no mori ni akaakato moyuru (ぬばたまの夜の森に、あかあかと燃ゆる, Brightly Burning in the Forest on a Pitch-Black Night) sur Eren et Livaï et le jeu Wall Sina, Goodbye (Wall Sina, Goodbye (アニ外伝), litt. Mur Sina, au revoir) basé sur Annie.
Un jeu vidéo sur Nintendo 3DS est annoncé en juillet 2013. Intitulé Shingeki no Kyojin: Jinrui saigo no tsubasa (進撃の巨人〜人類最後の翼, litt. Les dernières ailes de l’humanité), il s’agit d'un jeu d'action en 3D développé par Spike Chunsoft,. En septembre 2013, le magazine Famitsu annonce la sortie du jeu pour le 5 décembre 2013. Des DLC sur Livaï et Sasha ont par la suite vu le jour. En juillet 2014, le jeu s’est écoulé à près de 300 000 exemplaires.
En septembre 2014, une nouvelle version du jeu intitulée Chain est annoncée. Celle-ci propose de nouveaux niveaux et nouvelles missions, ainsi qu’un mode multijoueur coopératif en ligne jouable jusqu’à quatre joueurs. Le jeu est disponible le 4 décembre 2014 au Japon, puis en mai 2015 en Amérique du Nord sous le titre Attack on Titan: Humanity in Chains via le Nintendo eShop par Atlus. En Europe, la sortie est repoussée au 2 juillet en raison d'une plainte pour copyright, obligeant Atlus à sortir le jeu sous le titre Shingeki no Kyojin: Humanity in Chains. Une suite intitulée Shingeki no Kyojin 2 ~Mirai no zahyō~ (進撃の巨人２～未来の座標～) est sortie le 30 novembre 2017 au Japon.
Un jeu vidéo pour smartphone intitulé Shingeki no Kyojin: Jiyū e no hōkō (進撃の巨人 -自由への咆哮-, litt. L'Attaque des Titans : Le rugissement de la liberté) est sorti le 7 février 2014 au Japon. Il s’agit d'un jeu de stratégie proche du jeu Clash of Clans. Le jeu en ligne Phantasy Star Online 2: Episode 2 propose une collaboration avec L’Attaque des Titans.
Lors de Japan Amusement Expo 2015, Capcom annonce le développement d'un jeu d'arcade. Le jeu est dévoilé en février 2016 sous le nom Shingeki no Kyojin: Team Battle, et est jouable à l'aide d'une reproduction de la manœuvre tridimensionnelle apparaissant dans le manga. Le jeu est annoncé jouable en solo ou jusqu'à huit joueurs en ligne. Toutefois, en décembre 2018, Capcom annonce mettre fin au développement du jeu.
Un jeu PlayStation 3, PlayStation 4 et PlayStation Vita, développé par Omega Force et édité par Koei Tecmo, est annoncé en août 2015. Intitulé A.O.T.: Wings of Freedom (en) (Attack on Titan au Japon), le jeu propose dix personnages jouables. Il est commercialisé le 18 février 2016 au Japon, le 26 août 2016 en Europe et le 30 août en Amérique du Nord. En Occident, le jeu est également proposé sur Xbox One et Microsoft Windows,.
Une suite est annoncée en août 2017. Intitulée A.O.T. 2 (en), celle-ci est sortie en mars 2018 sur PlayStation 4, Xbox One, Microsoft Windows et Nintendo Switch. Une extension intitulée Final Battle, rajoutant notamment le scénario de la troisième saison animée, est sortie le 5 juillet 2019. Ces trois jeux édités par Koei Tecmo se sont écoulés en cumulé à 2,6 millions d'exemplaires dans le monde en décembre 2021.
Un autre jeu Nintendo 3DS est annoncé en octobre 2016. Intitulé Shingeki no Kyojin: Shichi kara no dasshutsu (進撃の巨人 死地からの脱出), le jeu est développé par Ruby Party et édité par Koei Tecmo. Il est sorti le 11 mai 2017 au Japon.
Plusieurs jeux vidéo sortent sur Android and iOS entre 2019 et 2022.
Le jeu Call of Duty: Vanguard propose en janvier 2022 des costumes et armes inspirés du manga.
Le jeu Fortnite Battle Royale propose une collaboration avec la série en 2023, avec la possibilité de débloquer l'apparence d'Eren Jäger, de Mikasa et de Livaï.
Un jeu vidéo en réalité virtuelle intitulé Attack on Titan VR: Unbreakable, développé par UNIVRS, est annoncé fin 2022. Celui-ci est disponible en version 1.0 en décembre 2024.

### Autres produits
Au Japon, il existe un grand marketing autour de la série. Les enseignes Pizza Hut et Lotteria proposent des collaborations avec L’Attaque des Titans à partir de 2013,, tout comme Mercedes-Benz en 2021. De nombreux mèmes Internet consistant en différents cosplays ou imitation de scènes de l’anime apparaissent sur les réseaux sociaux. Le parc à thème Universal Studios Japan propose des attractions basées sur l’univers de L’Attaque des Titans du 23 janvier au 10 mai 2015, et des nouvelles attractions et expositions les années suivantes,. Une attraction voit également le jour au Fuji-Q Highland en 2017. De nombreux événements sont proposés à travers le Japon, comme des expositions ou des jeux d'évasion.
Des dakimakura d’Eren et Livaï, ainsi que des coupe-papiers inspirés des manœuvres tridimensionnelles sont également commercialisés. Des figurines de différents personnages sont commercialisées chez Banpresto, Good Smile Company ou Max Factory,. Des goodies sont également offerts avec certains numéros du magazine Bessatsu Shōnen Magazine, et l’éditeur français lance également une opération éventail en 2013 avec un modèle à l’effigie du manga. Des parfums ont également été produits. Un drama CD de seize minutes est commercialisé avec le magazine Bessatsu Shōnen Magazine de janvier 2014 sorti le 9 décembre 2013. Un magazine spécial de douze numéros, Monthly Attack on Titan, est commercialisé à partir d’avril 2015 et propose des figurines des personnages et un diorama.
Des statues à l'effigie d'Eren, Armin et Mikasa sont érigées en 2020 au barrage Oyama dans la ville de Hita dans la préfecture d'Ōita, ville natale du mangaka.
En France, un jeu de société nommé Attack on Titan – Le Dernier Rempart sort en 2017, créé par Antoine Bauza et Ludovic Maublanc. Les joueurs incarnent un Titan et des défenseurs humains. Les personnages principaux sont inclus tels qu'Eren, Armin, Mikasa, Levy, et d'autres.
La franchise L'Attaque des Titans a également été déclinée sous forme de figurines Funko POP!, représentant les personnages emblématiques tels qu’Eren Jäger, Mikasa Ackerman, Levi Ackerman ou encore le Titan Colossal. Plusieurs éditions spéciales ou limitées ont été commercialisées, rencontrant un vif succès auprès des collectionneurs.
En 2023, la marque Uniqlo propose des T-shirts à l'effigie de la série.

## Accueil

### Critique
Plusieurs critiques jugent que L’Attaque des Titans peut illustrer le désespoir ressenti par les jeunes dans la société actuelle, bien que l’histoire laisse place à toute interprétation personnelle de la part des lecteurs. La mise en scène d'une jeunesse militaire qui mène une révolution est également perçue comme une référence directe à l'histoire du Japon, comme la restauration de Meiji. Sébastien Kimbergt d’AnimeLand note le « coup de génie de l’auteur » qui a réussi à adapter deux concepts très en vogue, jugeant que les Titans ne sont rien d’autres qu’un mélange entre zombies géants et mechas pilotés. Yoshiyuki Tomino, créateur de Gundam, salue le fait que l’univers de la série provient à la fois de l’expérience personnelle de l’auteur et de différentes recherches sur les Titans. Il juge toutefois que le dessin est un peu trop brut et grossier. Le site Manga-News met en avant la densité et la richesse des tomes, saluant la mise en scène autour des Titans et les séquences d’action de « grande intensité ». Quelques critiques sont également émises concernant le dessin du manga jugé « un peu faible », notamment sur le design des personnages, bien que celui-ci s’améliore au fil des tomes,. L'intrigue « prenante, violente et abrupte » permet toutefois de passer outre certaines lacunes du dessin. Quant à l’adaptation française par Pika Édition, elle est jugée « très convaincante » avec une « transcription fluide des textes ».

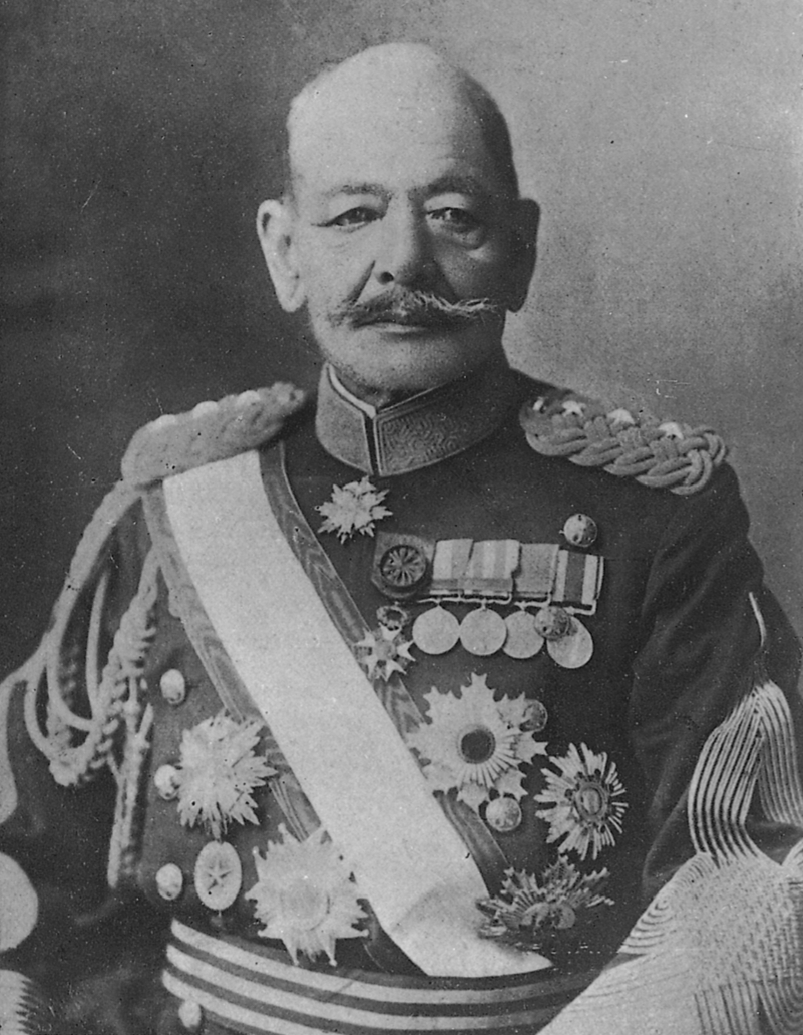
Photo du général japonais Akiyama Yoshifuru, qui a servi d'inspiration pour le personnage de Dot Pixis.

La série est un succès en Asie, notamment en Chine et à Taïwan. Wong Yeung Tat, journaliste média de Hong Kong, a salué le style de Hajime Isayama et la polyvalence de la série qui s’ouvre à diverses interprétations de la part des lecteurs. Quelques critiques sont toutefois émises, notamment par le magazine sud-coréen Electronic Times qui accuse la série d’avoir un message politique et militaire en faveur du premier ministre du Japon Shinzō Abe. En 2010, le blog de l’auteur est victime de nombreux flaming après qu'il a annoncé que le personnage Dot Pixis est inspiré d’Akiyama Yoshifuru, ancien général de l’armée impériale japonaise,,. En juin 2013, le blog de l’auteur est à nouveau attaqué avec la publication de plusieurs centaines de menaces de mort à son encontre. En 2015, le Ministère Chinois de la Culture met sur liste noire plusieurs séries d'animation japonaises, dont L’Attaque des Titans, car elles proposent des « scènes de violence, de pornographie, de terrorisme et des crimes contre la moralité publique »,.

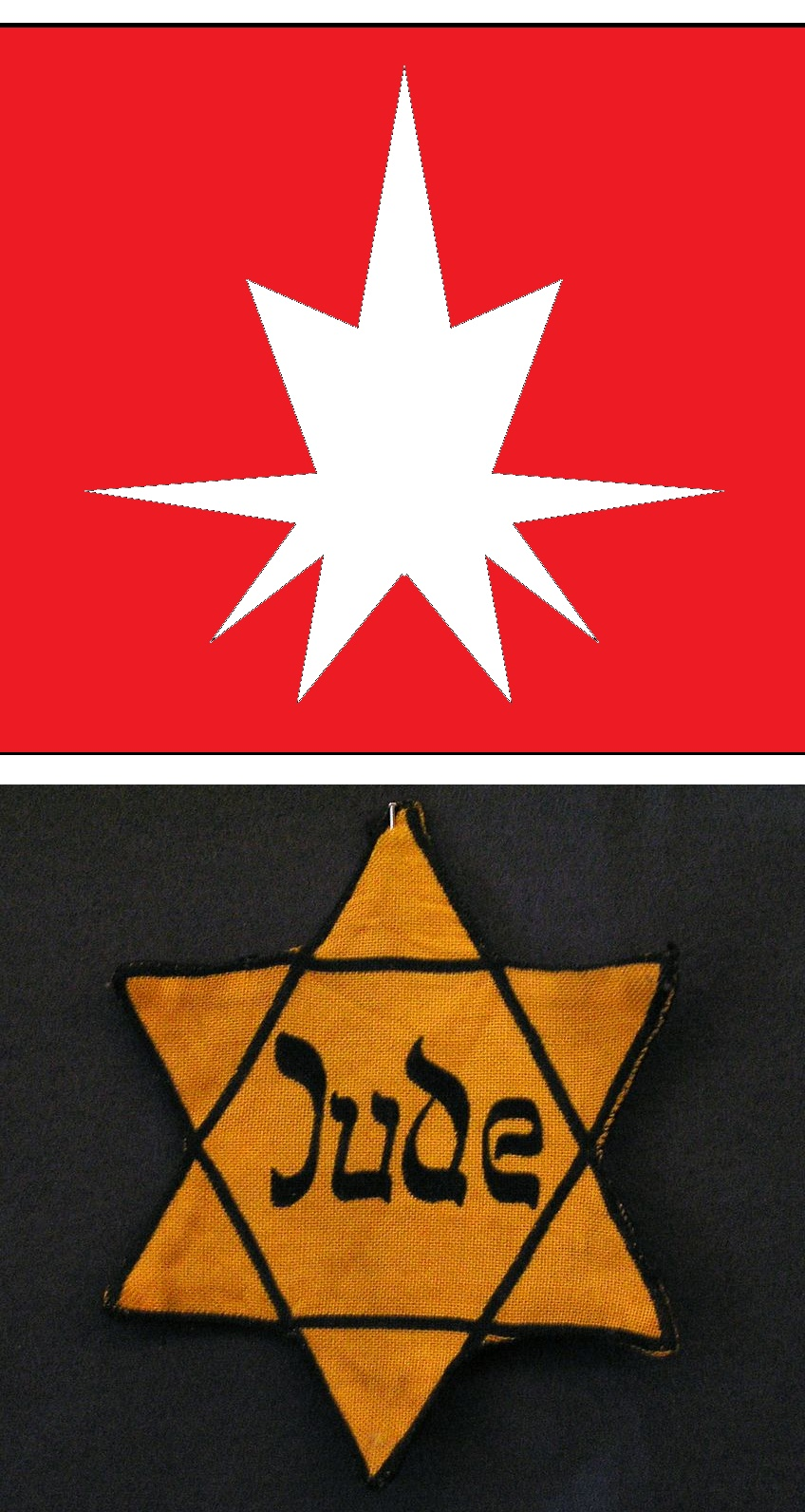
Comparaison entre l'étoile du brassard imposé aux Eldiens par Mahr et l'étoile de David du brassard porté par les juifs durant le Troisième Reich, symbole d'antisémitisme.

Le mangaka a également été accusé d'antisémitisme et d'apologie au fascisme avec le développement de sa série. En effet, le traitement du peuple eldien dans le manga rappelle la condition du peuple juif, leur persécution par le peuple Mahr pouvant être comparée à la persécution juive par l'Allemagne nazie. Cela inclut les affirmations selon lesquelles Isayama promeut le nationalisme et la théorie de la domination mondiale juive. Cependant, cela a été contesté par de nombreux fans de la série, affirmant que si les Eldiens reflètent le peuple juif, les lecteurs sont invités à sympathiser avec eux et ils ne sont pas présentés comme des antagonistes,.
L’adaptation animée est également bien accueillie par la critique,,. Manga-News salue notamment le design des personnages de Kyoji Asano, rendant les personnages plus reconnaissables que dans le manga. Les scènes d’action bénéficient de « techniques d’animation maîtrisées » sur les déplacements tridimensionnels. Sur Anime News Network, Rebecca Silverman, enthousiasmée par le contraste créé par les scènes sanglantes et les paysages idylliques, juge que la série animée constitue un « excellent mélange de ce que la romancière gothique du XIXe siècle Ann Radcliffe définit comme l'horreur contre la terreur : la première, physique, vous fait détourner les yeux, tandis que la seconde, intellectuelle, vous donne envie de savoir la suite » ; Martin Theron, pour sa part, considère que l'anime procure des « émotions intenses, viscérales et graphiques » mais souffre d'un problème de rythme, notamment sur la seconde partie de la première saison. Le magazine AnimeLand lui décerne le prix du « Meilleur doublage français » lors de l'Anime & Manga Grand Prix 2014. Tiphaine de Raguenel, directrice des programmes jeunesse de France 4, compare la série à Game of Thrones du fait des nombreuses morts de personnages et son monde médiéval fantastique. Le doublage français est quant à lui jugé « très convaincant ».
Le changement de studio pour la quatrième saison a toutefois suscité plusieurs craintes et le contenu proposé par le studio MAPPA a été fortement critiqué par les fans, notamment concernant l'animation et les effets spéciaux numériques (CGI),. Toutefois, cela n'a pas empêché le succès critique et d'audience de la saison.

### Ventes et audiences
Le manga connaît un succès immédiat au Japon et devient une des séries les plus remarquées de l’année 2011. Il se retrouve en onzième position du classement Oricon des meilleures ventes par série avec 3 766 194 exemplaires vendus,. En 2012, il atteint cette fois la quinzième position du classement Oricon des meilleures ventes par série avec 2 682 504 exemplaires vendus. En décembre 2012, le tirage total des neuf premiers volumes est de dix millions d’exemplaires.
L’adaptation en série télévisée d’animation a permis d’augmenter considérablement le nombre de ventes de la série ; ainsi, les dix volumes du manga étaient présents dans le top 50 Oricon lors de la semaine du 8 au 14 avril 2013. Début mai 2013, les quatre premiers tomes s’étaient écoulés à plus d’un million d’exemplaires chacun puis les huit premiers fin mai, élevant alors le tirage total à 19,5 millions d’exemplaires. Milieu 2013, la série se place alors à la quatrième place du classement Oricon avec 4 292 208 exemplaires vendus. En juin 2013, 8,7 millions d’exemplaires sont tirés depuis le début de l’anime. En septembre 2013, le nombre de volumes vendus dépasse les 20 millions d’exemplaires : il s'agit de la septième série à dépasser ce cap depuis la création du top Oricon en 2008. Lors de l’année fiscale 2013, la série est classée 2e série la plus vendue avec 15 933 801 exemplaires, avec l’intégralité des tomes sortis présent dans le top 15 Oricon,. Grâce notamment au succès de la série, l’éditeur du manga Kōdansha enregistre une hausse de son chiffre d’affaires pour la première fois en dix-huit ans.
En avril 2014, plus de trente millions d’exemplaires sont vendus au Japon, et le tirage total à l’échelle mondiale dépasse les trente-huit millions de copies. Lors du premier semestre 2014 (du 18 novembre 2013 au 18 mai 2014), le manga se classe à la première place du top Oricon avec 8,34 millions de copies vendues au Japon, mettant fin aux cinq années dominées par One Piece. Le tome 13 a un tirage initial de 2,75 millions d’exemplaires, record actuel de la série. En août 2014, le tirage total atteint les quarante millions d’exemplaires. Sur l’année fiscale 2014, la série se place à la deuxième du classement Oricon avec 11,8 millions d'exemplaires vendus. En France, les deux premiers volumes se classent dans le top 15 des meilleures ventes de mangas entre juin et juillet 2013, et 125 000 tomes sont vendus sur l’année 2013. En Amérique du Nord, le tirage total de la série s’élève à 500 000 exemplaires en octobre 2013, et à 660 000 en mars 2014. Il atteint les 2,5 millions d’exemplaires en juillet 2015. En septembre 2016, le tirage de la série s'élève à plus de 60 millions d'exemplaires. En décembre 2017, le tirage dépasse les 71 millions d'exemplaires. En novembre 2018, le tirage mondial dépasse les 86 millions d'exemplaires, avec 76 millions édités au Japon et 10 millions dans le reste du monde. En décembre 2019, le tirage atteint la barre des 100 millions d'exemplaires, célébrée par la réalisation d'une fresque murale géante au Madison Square à New York. En septembre 2022, le tirage s'élève à 110 millions d'exemplaires à travers le monde. Fin novembre 2023, il est annoncé que le tirage mondial a atteint les 140 millions d'exemplaires.
Les DVD et Blu-ray de la série d’animation se vendent également bien, les premiers coffrets DVD ou Blu-ray de la première saison se classant tous deux premiers lors de la première semaine de commercialisation,. Les huit autres coffrets se classent également dans les premières places lors de leur sortie,,. Aux États-Unis, l’anime, diffusé dans l’émission Toonami sur Adult Swim, réunit plus d’un million de téléspectateurs par épisode au mois de mai 2014. En France, la première saison réalise un score moyen de 100 000 spectateurs lors de sa diffusion sur Wakanim. Lors du confinement lié à la pandémie de Covid-19 en 2020, L'Attaque des Titans est parmi les séries les plus regardées sur Netflix et Wakanim. Le premier épisode de la quatrième saison a réalisé le meilleur démarrage de l'histoire du site, en ayant provoqué « la plus grosse panne de Wakanim depuis des années ». Le fort succès de cette dernière saison a multiplié par quatre les ventes du manga en France, ce qui poussé Pika Édition à réimprimer 1,2 million d'exemplaires. Le succès est également important aux États-Unis.
En septembre 2023, Pika annonce que la série s'est vendue à 8,4 millions d'exemplaires en France.
Certains produits non officiels sont également bien accueillis ; en effet, un jeu vidéo nommé Hangeki no ha (反撃の刃, litt. Les Lames de la contre-attaque), sorti sur Google Play le 22 août 2013, est téléchargé plus de 500 000 fois en seulement cinq jours.

### Prix et récompenses

#### Manga
L'Attaque des Titans est l'une des œuvres recommandées par le jury de la division Manga lors des 14e et 15e éditions des Japan Media Arts Festival en 2010 et 2011, respectivement,. L'édition 2011 de Kono Manga ga Sugoi!, qui interroge les professionnels de l'industrie du manga et de l'édition, a nommé L'Attaque des Titans la meilleure série de manga pour les lecteurs masculins. Le manga remporte le 35e prix du manga Kōdansha dans la catégorie shōnen en 2011. Cette même année, il est également nommé au prix Manga Taishō. En 2012, il est nommé au 16e prix culturel Osamu-Tezuka, tout comme en 2014 lors de la 18e édition. Le manga est élu Manga of the Year en 2013 et en 2014 par le magazine Da Vinci,. Aux États-Unis, la Young Adult Library Services Association intègre L’Attaque des Titans dans sa liste 2013 des meilleurs romans graphiques pour adolescents. En 2014, la série remporte le prix Harvey de la meilleure œuvre étrangère. En France, les lecteurs du magazine AnimeLand l’élisent meilleur espoir manga 2012 lors de la 20e édition de l’Anime & Manga Grand Prix organisé au Salon du livre en mars 2013, puis meilleur manga et meilleur anime l’année suivante. Les lecteurs de Manga-news l’élisent meilleur shōnen 2013. Le manga remporte le 6e prix de la bande dessinée Bros ainsi que le Prix du livre électronique, et le NEO Award,,. En 2014, le premier tome du manga est sélectionné au 41e festival international de la bande dessinée d'Angoulême. En Italie, la série reçoit le Prix Micheluzzi de la meilleure série étrangère en 2014. Le manga a remporté le prix espagnol Manga Barcelona pour la catégorie shonen en 2013 et 2014,. Le manga est aussi lauréat du Prix de la bande dessinée True Believer, et du Meilleur manga international au Pochi Award 2014. L'Attaque des Titans est nommé aux Goodreads Choice Awards 2015 dans la catégorie Meilleurs romans graphiques et bandes dessinées.
Dans le sondage Manga Sōsenkyo 2021 de TV Asahi, dans lequel 150 000 personnes ont voté pour leur top 100 des séries manga, L'Attaque des Titans s'est classée 6e. En 2021, le volume à grande échelle Attack on Titan for Giants a battu le record du monde Guinness de la « plus grande bande dessinée publiée », précédemment détenue par Turma da Mônica,.
| Année                            | Prix                                       | Catégorie             | Résultat   | Ref.    |
| -------------------------------- | ------------------------------------------ | --------------------- | ---------- | ------- |
| 2011                             | 35e Kodansha Manga Award                   | Meilleur shōnen manga | Lauréat    | [ 487 ] |
| 4e Manga Taishō                  | Meilleur manga                             | Nomination            | [ 488 ]    |         |
| 2012                             | 16e Prix culturel Osamu Tezuka             | Grand prix            | [ 489 ]    |         |
| 2013                             | 20e Anime & Manga Grand Prix               | Meilleur espoir       | Lauréat    | [ 490 ] |
| 19e Salón del Manga de Barcelona | Meilleur shōnen manga                      | [ 491 ]               |            |         |
| 6e Bros Comic Award              | Grand prix (Animated Comic)                | ,                     |            |         |
| 2014                             | 18e Prix culturel Osamu Tezuka             | Grand prix            | Nomination | [ 494 ] |
| 21e Anime & Manga Grand Prix     | Meilleur manga                             | Lauréat               | [ 495 ]    |         |
| E-Book Awards                    | Grand prix                                 | [ 496 ]               |            |         |
| E-Book Awards                    | Catégorie BD                               | [ 496 ]               |            |         |
| 17e Attilio Micheluzzi Award     | Meilleure série étrangère                  | [ 497 ]               |            |         |
| True Believer Comic Awards       | Manga favori                               | [ 498 ]               |            |         |
| 27e Harvey Award                 | Meilleure édition américaine               | [ 499 ]               |            |         |
| Pochi Awards                     | Meilleur manga international               | [ 500 ]               |            |         |
| 20e Salón del Manga de Barcelona | Meilleur shōnen manga                      | [ 501 ]               |            |         |
| NEO Awards                       | Meilleur manga                             | ,                     |            |         |
| 2015                             | 1er Sugoi Japan Awards                     | Meilleure série manga | [ 504 ]    |         |
| 11e AnimaniA Awards              | Meilleur manga international               | [ 505 ]               |            |         |
| Goodreads Choice Awards          | Meilleur roman graphique et bande dessinée | 3e place              | [ 506 ]    |         |
| 2021                             | 27e Salón del Manga de Barcelona           | Meilleur shōnen manga | Nomination | [ 507 ] |
| 2022                             | Prix Babelio                               | Meilleure série manga | [ 508 ]    |         |
| 53e Prix Seiun                   | Meilleure bande dessinée                   | [ 509 ]               |            |         |

#### Anime
L’adaptation en série télévisée d’animation a également été bien accueillie. Lors des NewType Anime Award 2013, la série animée a reçu cinq prix en plus du prix du meilleur studio pour Wit Studio : meilleure série animée, meilleur réalisateur, meilleur scénariste, meilleures musiques, et meilleur personnage féminin pour Mikasa. La série télévisée reçoit le prix de meilleure série d’animation au 18e Animation Kobe Award en 2013. Aux Tokyo Anime Award 2014, elle obtient la récompense de meilleure série télévisée de 2013. La rédaction du magazine Weekly Playboy édité par Shūeisha trouve que l’anime a marqué l’année 2013.
L'adaptation animée fait également partie des meilleures séries des années 2010 selon Crunchyroll, IGN et Polygon.
| Année                                             | Prix                                              | Catégorie                                                                    | Nommé                                         | Résultat        | Ref.            |
| ------------------------------------------------- | ------------------------------------------------- | ---------------------------------------------------------------------------- | --------------------------------------------- | --------------- | --------------- |
| 2013                                              | 3e Newtype Anime Awards                           | Meilleur travail (TV)                                                        | L'Attaque des Titans                          | Lauréat         | [ 517 ]         |
| Meilleur réalisateur                              | 3e Newtype Anime Awards                           | Tetsurō Araki                                                                | Lauréat                                       |                 | [ 517 ]         |
| Meilleur script                                   | 3e Newtype Anime Awards                           | Yasuko Kobayashi                                                             | Lauréat                                       |                 | [ 517 ]         |
| Meilleure publicité                               | 3e Newtype Anime Awards                           | L'Attaque des Titans                                                         | Lauréat                                       |                 | [ 517 ]         |
| Meilleure bande originale                         | 3e Newtype Anime Awards                           | L'Attaque des Titans                                                         | Lauréat                                       |                 | [ 517 ]         |
| Meilleure chanson thème                           | 3e Newtype Anime Awards                           | "Guren no Yumiya" par Linked Horizon                                         | Lauréat                                       |                 | [ 517 ]         |
| Meilleur personnage masculin                      | 3e Newtype Anime Awards                           | Livaï Ackerman                                                               | 5e place                                      |                 | [ 517 ]         |
| Meilleur personnage masculin                      | 3e Newtype Anime Awards                           | Eren Jäger                                                                   | 8e place                                      |                 | [ 517 ]         |
| Meilleur personnage féminin                       | 3e Newtype Anime Awards                           | Mikasa Ackerman                                                              | Lauréat                                       |                 | [ 517 ]         |
| Meilleur acteur de doublage                       | 3e Newtype Anime Awards                           | Hiroshi Kamiya                                                               | 2e place                                      |                 | [ 517 ]         |
| Meilleur acteur de doublage                       | 3e Newtype Anime Awards                           | Yūki Kaji                                                                    | 6e place                                      |                 | [ 517 ]         |
| Meilleur actrice de doublage                      | 3e Newtype Anime Awards                           | Marina Inoue                                                                 | 6e place                                      |                 | [ 517 ]         |
| Meilleur studio                                   | 3e Newtype Anime Awards                           | Wit Studio                                                                   | Lauréat                                       |                 | [ 517 ]         |
| 18e Animation Kobe Awards                         | Meilleure animation TV                            | L'Attaque des Titans                                                         | Lauréat                                       | [ 518 ]         |                 |
| 18e Animation Kobe Awards                         | Meilleure chanson thème                           | "Guren no Yumiya" par Linked Horizon                                         | Lauréat                                       | [ 518 ]         |                 |
| Animedia Character Awards                         | Hot                                               | Eren Jäger                                                                   | Lauréat                                       | [ 519 ] [ 520 ] |                 |
| Animedia Character Awards                         | Most Valuable Player                              | Eren Jäger                                                                   | 2e place                                      | [ 519 ] [ 520 ] |                 |
| Animedia Character Awards                         | Most Valuable Player                              | Livaï Ackerman                                                               | 3e place                                      | [ 519 ] [ 520 ] |                 |
| Animedia Character Awards                         | Strong                                            | Livaï Ackerman                                                               | Lauréat                                       | [ 519 ] [ 520 ] |                 |
| Animedia Character Awards                         | Funny                                             | Sasha Braus                                                                  | 3e place                                      | [ 519 ] [ 520 ] |                 |
| Animedia Character Awards                         | Funny                                             | Connie Springer                                                              | 4e place                                      | [ 519 ] [ 520 ] |                 |
| 7e Internet Buzzwords Awards                      | Prix Internet Buzzword                            | "I'll destroy"                                                               | 17e place                                     | [ 521 ]         |                 |
| 7e Internet Buzzwords Awards                      | Prix Anime Buzzword                               | "I'll destroy"                                                               | Lauréat (Prix d'argent)                       | [ 521 ]         |                 |
| 7e Internet Buzzwords Awards                      | Prix Anime Buzzword                               | "I didn't get any results!"                                                  | 6e place                                      | [ 521 ]         |                 |
| 7e Internet Buzzwords Awards                      | Prix Anime Buzzword                               | "Yeager!"                                                                    | 7e place                                      | [ 521 ]         |                 |
| Billboard Japan Music Awards                      | Hot Animation of the Year                         | "Guren no Yumiya" par Linked Horizon                                         | Lauréat                                       | [ 522 ]         |                 |
| Billboard Japan Music Awards                      | Animation Artist of the Year                      | Linked Horizon                                                               | Lauréat                                       | [ 523 ]         |                 |
| 2014                                              | Anime Awards Selecta Visión                       | Meilleure série télévisée                                                    | L'Attaque des Titans                          | Lauréat         | [ 524 ]         |
| Meilleur réalisateur de série télévisée           | Anime Awards Selecta Visión                       | Tetsurō Araki                                                                | Lauréat                                       |                 | [ 524 ]         |
| Meilleur personnage principal masculin            | Anime Awards Selecta Visión                       | Eren Jäger                                                                   | 3e place                                      |                 | [ 524 ]         |
| Meilleur personnage principal féminin             | Anime Awards Selecta Visión                       | Mikasa Ackerman                                                              | Lauréat                                       |                 | [ 524 ]         |
| Meilleure édition espagnole d'une série télévisée | Anime Awards Selecta Visión                       | L'Attaque des Titans (Blu-ray+DVD Combo Edition)                             | 3e place                                      |                 | [ 524 ]         |
| Chibi Japan Weekend Madrid                        | Prix spécial                                      | L'Attaque des Titans                                                         | Lauréat                                       | [ 525 ]         |                 |
| 8e Seiyu Awards                                   | Meilleur acteur principal                         | Yūki Kaji (Eren Jäger)                                                       | Lauréat                                       | [ 526 ]         |                 |
| 8e Seiyu Awards                                   | Meilleure actrice dans un second rôle             | Yui Ishikawa (Mikasa Ackerman)                                               | Lauréat                                       | [ 526 ]         |                 |
| 19e Association of Media in Digital Awards        | Grand prix                                        | L'Attaque des Titans                                                         | Lauréat                                       | ,               |                 |
| 19e Association of Media in Digital Awards        | Prix d'excellence                                 | L'Attaque des Titans                                                         | Lauréat                                       | ,               |                 |
| 21e Anime & Manga Grand Prix                      | Meilleur anime japonais                           | L'Attaque des Titans                                                         | Lauréat                                       | [ 529 ]         |                 |
| 21e Anime & Manga Grand Prix                      | Meilleure chanson thème                           | "Guren no Yumiya" par Linked Horizon                                         | Lauréat                                       | [ 529 ]         |                 |
| 13e Tokyo Anime Award                             | Animation de l'année (TV)                         | L'Attaque des Titans                                                         | Lauréat                                       | [ 530 ]         |                 |
| 13e Tokyo Anime Award                             | Meilleur réalisateur                              | Tetsurō Araki                                                                | Lauréat                                       | [ 530 ]         |                 |
| 13e Tokyo Anime Award                             | Meilleur scénario                                 | Yasuko Kobayashi                                                             | Lauréat                                       | [ 530 ]         |                 |
| 13e Tokyo Anime Award                             | Meilleure musique                                 | Hiroyuki Sawano                                                              | Lauréat                                       | [ 530 ]         |                 |
| 36e Anime Grand Prix                              | Grand prix                                        | L'Attaque des Titans                                                         | Lauréat                                       | [ 531 ] [ 532 ] |                 |
| 36e Anime Grand Prix                              | Meilleur acteur de doublage                       | Yūki Kaji                                                                    | Lauréat                                       | [ 531 ] [ 532 ] |                 |
| 36e Anime Grand Prix                              | Meilleur personnage masculin                      | Livaï Ackerman                                                               | Lauréat                                       | [ 531 ] [ 532 ] |                 |
| 36e Anime Grand Prix                              | Meilleur personnage masculin                      | Eren Jäger                                                                   | 4e place                                      | [ 531 ] [ 532 ] |                 |
| 36e Anime Grand Prix                              | Meilleur personnage féminin                       | Mikasa Ackerman                                                              | 2e place                                      | [ 531 ] [ 532 ] |                 |
| 36e Anime Grand Prix                              | Meilleure chanson thème                           | "Guren no Yumiya" par Linked Horizon                                         | Lauréat                                       | [ 531 ] [ 532 ] |                 |
| 36e Anime Grand Prix                              | Grand prix « choix de l'éditeur »                 | L'Attaque des Titans                                                         | Lauréat                                       | [ 533 ]         |                 |
| ExpoManga Awards                                  | Série de vidéos préférées                         | L'Attaque des Titans                                                         | Lauréat                                       | [ 534 ]         |                 |
| 6e Japan Character Awards                         | Character License Award                           | L'Attaque des Titans                                                         | Lauréat                                       | [ 535 ]         |                 |
| 20e Salón del Manga de Barcelona                  | Meilleure série animée (TV)                       | L'Attaque des Titans                                                         | Lauréat                                       | [ 536 ]         |                 |
| NEO Awards                                        | Meilleur anime                                    | L'Attaque des Titans                                                         | Lauréat                                       | ,               |                 |
| 2015                                              | 1er Sugoi Japan Awards                            | L'Attaque des Titans                                                         | Meilleure série d'anime                       | 7e place        | [ 538 ]         |
| 3e BTVA Anime Dub Awards                          | Meilleur rôle principal masculin                  | Josh Grelle (Armin Arlert)                                                   | Nomination                                    | [ 539 ]         |                 |
| 3e BTVA Anime Dub Awards                          | Meilleur rôle principal féminin                   | Trina Nishimura (Mikasa Ackerman)                                            | Nomination                                    | [ 539 ]         |                 |
| 3e BTVA Anime Dub Awards                          | Meilleur rôle principal féminin (choix du public) | Trina Nishimura (Mikasa Ackerman)                                            | Lauréat                                       | [ 539 ]         |                 |
| 3e BTVA Anime Dub Awards                          | Meilleur second rôle masculin                     | Matthew Mercer (Livaï Ackerman)                                              | Nomination                                    | [ 539 ]         |                 |
| 3e BTVA Anime Dub Awards                          | Meilleur second rôle masculin (choix du public)   | Matthew Mercer (Livaï Ackerman)                                              | Lauréat                                       | [ 539 ]         |                 |
| 3e BTVA Anime Dub Awards                          | Meilleur second rôle féminin                      | Lauren Landa (Annie Leonheart)                                               | Nomination                                    | [ 539 ]         |                 |
| 3e BTVA Anime Dub Awards                          | Meilleur ensemble vocal                           | L'Attaque des Titans                                                         | Nomination                                    | [ 539 ]         |                 |
| 3e BTVA Anime Dub Awards                          | Meilleur ensemble vocal (choix du public)         | L'Attaque des Titans                                                         | Lauréat                                       | [ 539 ]         |                 |
| 14e Tokyo Anime Award                             | Meilleure musique                                 | Hiroyuki Sawano                                                              | Lauréat                                       | [ 540 ]         |                 |
| 33e JASRAC Awards                                 | Domestic Works                                    | "L'Attaque des Titans Background Music" par Hiroyuki Sawano                  | Lauréat (Prix d'argent)                       | [ 541 ]         |                 |
| 21e Salón del Manga de Barcelona                  | Meilleur DVD/Blu-ray                              | L'Attaque des Titans                                                         | Lauréat                                       | [ 542 ]         |                 |
| 2016                                              | Japan Expo Awards                                 | L'Attaque des Titans                                                         | Daruma d’Or Anime                             | Nomination      | [ 543 ] [ 544 ] |
| Meilleur réalisateur                              | Japan Expo Awards                                 | Tetsurō Araki                                                                | Nomination                                    |                 | [ 543 ] [ 544 ] |
| Meilleur design de personnage                     | Japan Expo Awards                                 | Kyoji Asano                                                                  | Lauréat                                       |                 | [ 543 ] [ 544 ] |
| Meilleure bande son                               | Japan Expo Awards                                 | Hiroyuki Sawano                                                              | Nomination                                    |                 | [ 543 ] [ 544 ] |
| Meilleure série adaptée                           | Japan Expo Awards                                 | L'Attaque des Titans                                                         | Lauréat                                       |                 | [ 543 ] [ 544 ] |
| 2017                                              | 12e AnimaniA Awards                               | L'Attaque des Titans                                                         | Meilleure série télévisée                     | Lauréat         | [ 545 ]         |
| Meilleur réalisateur                              | 12e AnimaniA Awards                               | Tetsurō Araki                                                                | Lauréat                                       |                 | [ 545 ]         |
| Meilleur design de personnage                     | 12e AnimaniA Awards                               | Kyoji Asano                                                                  | 2e place                                      |                 | [ 545 ]         |
| Meilleur studio                                   | 12e AnimaniA Awards                               | Wit Studio                                                                   | 2e place                                      |                 | [ 545 ]         |
| Heroes Manga Madrid Awards                        | Meilleur anime en Espagne en 2016                 | L'Attaque des Titans                                                         | Lauréat                                       | [ 546 ]         |                 |
| 7e Newtype Anime Awards                           | Meilleur travail (TV)                             | L'Attaque des Titans Saison 2                                                | 8e place                                      | [ 547 ]         |                 |
| 7e Newtype Anime Awards                           | Meilleur personnage masculin                      | Livaï Ackerman                                                               | 5e place                                      | [ 547 ]         |                 |
| 7e Newtype Anime Awards                           | Meilleur personnage féminin                       | Mikasa Ackerman                                                              | 4e place                                      | [ 547 ]         |                 |
| 7e Newtype Anime Awards                           | Meilleure chanson thème                           | "Shinzou wo Sasage yo!" par Linked Horizon                                   | 8e place                                      | [ 547 ]         |                 |
| 7e Newtype Anime Awards                           | Meilleure bande son                               | L'Attaque des Titans Saison 2                                                | 5e place                                      | [ 547 ]         |                 |
| ComicBook Golden Issue Awards                     | Meilleure scène de combat d'anime                 | Eren vs Reiner                                                               | Nomination                                    | [ 548 ]         |                 |
| 23e Salón del Manga de Barcelona                  | Meilleure série animée diffusée en Espagne        | L'Attaque des Titans Saison 2                                                | Nomination                                    | [ 549 ]         |                 |
| IGN Awards                                        | Anime de l'année                                  | L'Attaque des Titans Saison 2                                                | Finaliste                                     | [ 550 ]         |                 |
| 2018                                              | 25e Anime & Manga Grand Prix                      | Meilleure chanson thème                                                      | "Shinzou wo Sasage yo!" par Linked Horizon    | Lauréat         | [ 551 ]         |
| 2e Crunchyroll Anime Awards                       | Meilleure action                                  | L'Attaque des Titans Saison 2                                                | Nomination                                    | [ 552 ]         |                 |
| 2e Crunchyroll Anime Awards                       | Meilleur CGI                                      | L'Attaque des Titans Saison 2                                                | Nomination                                    | [ 552 ]         |                 |
| 2e Crunchyroll Anime Awards                       | Meilleure chanson d'ouverture                     | "Shinzou wo Sasage yo!" par Linked Horizon                                   | Nomination                                    | [ 552 ]         |                 |
| 17e Tokyo Anime Award                             | Prix des fans d'anime                             | L'Attaque des Titans Saison 2                                                | 3e place                                      | [ 553 ]         |                 |
| Japan Expo Awards                                 | Daruma d’Or Anime                                 | L'Attaque des Titans Saison 2                                                | Nomination                                    | [ 554 ] [ 555 ] |                 |
| Japan Expo Awards                                 | Meilleur scénario                                 | Hajime Isayama                                                               | Nomination                                    | [ 554 ] [ 555 ] |                 |
| Japan Expo Awards                                 | Meilleure bande son                               | Hiroyuki Sawano                                                              | Lauréat                                       | [ 554 ] [ 555 ] |                 |
| Japan Expo Awards                                 | Meilleure diffusion simultanée                    | L'Attaque des Titans Saison 2                                                | Nomination                                    | [ 554 ] [ 555 ] |                 |
| 6e BTVA Anime Dub Awards                          | Meilleur second rôle féminin                      | Lydia Mackay (Nanaba)                                                        | Nomination                                    | [ 556 ]         |                 |
| AnimeClick Awards                                 | Meilleure suite                                   | L'Attaque des Titans Saison 2                                                | Lauréat                                       | [ 557 ]         |                 |
| AnimeClick Awards                                 | Meilleur anime en streaming                       | L'Attaque des Titans Saison 2                                                | Nomination                                    | [ 557 ]         |                 |
| ComicBook Golden Issue Awards                     | Meilleure scène de combat d'anime                 | Livaï vs. Kenny et son escouade                                              | Nomination                                    | [ 558 ]         |                 |
| ComicBook Golden Issue Awards                     | Meilleure série d'anime                           | L'Attaque des Titans Saison 3                                                | Nomination                                    | [ 558 ]         |                 |
| 24e Salón del Manga de Barcelona                  | Meilleure série d'anime                           | L'Attaque des Titans Saison 3                                                | Lauréat                                       | [ 559 ]         |                 |
| TVstation Drama & Anime Awards                    | Meilleure production d'anime                      | L'Attaque des Titans Saison 3                                                | Lauréat                                       | [ 560 ]         |                 |
| TVstation Drama & Anime Awards                    | Meilleur acteur de doublage                       | Yūki Kaji (Eren Jäger)                                                       | 2e place                                      | [ 560 ]         |                 |
| 2019                                              | 18e Tokyo Anime Award                             | Prix des fans d'anime                                                        | L'Attaque des Titans Saison 3                 | 8e place        | [ 561 ]         |
| 2019                                              | 3e Crunchyroll Anime Awards                       | Meilleure chaons de fin                                                      | "Akatsuki no Requiem" par Linked Horizon      | Lauréat         | [ 562 ]         |
| 2019                                              | 30e International Pop Poll Awards                 | Meilleure chanson d'or japonaise                                             | "Red Swan" par Yoshiki feat. HYDE             | Lauréat         | [ 563 ]         |
| 2019                                              | 9e Newtype Anime Awards                           | Meilleur travail (TV)                                                        | L'Attaque des Titans Saison 3                 | 8e place        | [ 564 ] [ 565 ] |
| 2019                                              | 9e Newtype Anime Awards                           | Meilleur scénario                                                            | Yasuko Kobayashi                              | 8e place        | [ 564 ] [ 565 ] |
| 2019                                              | 9e Newtype Anime Awards                           | Meilleure bande son                                                          | Hiroyuki Sawano                               | 7e place        | [ 564 ] [ 565 ] |
| 2019                                              | IGN Awards                                        | Meilleure série d'anime                                                      | L'Attaque des Titans Saison 3                 | Nomination      | [ 566 ]         |
| 2019                                              | IGN Awards                                        | Meilleure série d'anime(choix du public)                                     | L'Attaque des Titans Saison 3                 | Lauréat         | [ 566 ]         |
| 2019                                              | ComicBook Golden Issue Awards                     | Meilleur combat                                                              | L'Attaque des Titans                          | Nomination      | [ 567 ]         |
| 2020                                              | 4e Crunchyroll Anime Awards                       | Meilleur réalisateur                                                         | Tetsurō Araki et Masashi Koizuka              | Lauréat         | [ 568 ] [ 569 ] |
| Meilleure animation                               | 4e Crunchyroll Anime Awards                       | L'Attaque des Titans Saison 3                                                | Nomination                                    |                 | [ 568 ] [ 569 ] |
| Meilleur fantasy                                  | 4e Crunchyroll Anime Awards                       | L'Attaque des Titans Saison 3                                                | Nomination                                    |                 | [ 568 ] [ 569 ] |
| Meilleure partition                               | 4e Crunchyroll Anime Awards                       | Hiroyuki Sawano                                                              | Nomination                                    |                 | [ 568 ] [ 569 ] |
| Meilleure scène de combat                         | 4e Crunchyroll Anime Awards                       | Livaï vs Titan bestial                                                       | Nomination                                    |                 | [ 568 ] [ 569 ] |
| Meilleur couple                                   | 4e Crunchyroll Anime Awards                       | Ymir et Historia                                                             | Nomination                                    |                 | [ 568 ] [ 569 ] |
| ComicBook Golden Issue Awards                     | Meilleure scène de combat d'anime                 | Titan cuirassé, Titan mâchoire et Titan bestial vs. Alliance du Moyen-Orient | Nomination                                    | [ 570 ]         |                 |
| 2021                                              | 5e Crunchyroll Anime Awards                       | Meilleure performance d'acteur de doublage (portugais)                       | Lucas Almeida (Eren Jäger)                    | Lauréat         | ,               |
| 2021                                              | 27e Salón del Manga de Barcelona                  | Meilleure première de série animée sur plates-formes/TV                      | L'Attaque des Titans Saison Finale - Partie 1 | Lauréat         | [ 573 ]         |
| 2021                                              | IGN Awards                                        | Meilleur anime                                                               | L'Attaque des Titans Saison Finale - Partie 1 | Nomination      | [ 574 ]         |
| 2021                                              | ComicBook Golden Issue Awards                     | Meilleure série télévisée d'animation                                        | L'Attaque des Titans Saison Finale - Partie 1 | Nomination      | [ 575 ]         |
| 2022                                              | The Global TV Demand Awards                       | Séries télévisées les plus demandées au monde                                | L'Attaque des Titans                          | Lauréat         | [ 576 ]         |
| 2022                                              | The Global TV Demand Awards                       | Séries animées les plus demandées de 2021                                    | L'Attaque des Titans                          | Lauréat         | [ 576 ]         |
| 2022                                              | 6e Crunchyroll Anime Awards                       | Anime de l'année                                                             | L'Attaque des Titans Saison Finale - Partie 1 | Lauréat         | ,               |
| 2022                                              | 6e Crunchyroll Anime Awards                       | Meilleur réalisateur                                                         | Yuichiro Hayashi                              | Nomination      | ,               |
| 2022                                              | 6e Crunchyroll Anime Awards                       | Meilleur protagoniste                                                        | Eren Jäger                                    | Nomination      | ,               |
| 2022                                              | 6e Crunchyroll Anime Awards                       | Meilleur antagoniste                                                         | Eren Jäger                                    | Lauréat         | ,               |
| 2022                                              | 6e Crunchyroll Anime Awards                       | Meilleure performance d'acteur de doublage (japonais)                        | Yūki Kaji (Eren Jäger)                        | Lauréat         | ,               |
| 2022                                              | 6e Crunchyroll Anime Awards                       | Meilleure performance d'acteur de doublage (japonais)                        | Ayane Sakura (Gabi Braun)                     | Nomination      | ,               |
| 2022                                              | 6e Crunchyroll Anime Awards                       | Meilleure performance d'acteur de doublage (russe)                           | Vlad Tokarev (Влад Токарев) (Eren Jäger)      | Nomination      | ,               |
| 2022                                              | 6e Crunchyroll Anime Awards                       | Meilleure générique d'ouverture                                              | "My War" par Shinsei Kamattechan              | Lauréat         | ,               |
| 2022                                              | 6e Crunchyroll Anime Awards                       | Meilleure générique de fin                                                   | "Shogeki" par Yūko Andō                       | Nomination      | ,               |
| 2022                                              | 6e Crunchyroll Anime Awards                       | Meilleure action                                                             | L'Attaque des Titans Saison Finale - Partie 1 | Nomination      | ,               |
| 2022                                              | 6e Crunchyroll Anime Awards                       | Meilleure scène de combat                                                    | Eren Jäger vs. Titan marteau d'armes          | Nomination      | ,               |